# Konstantin der Große

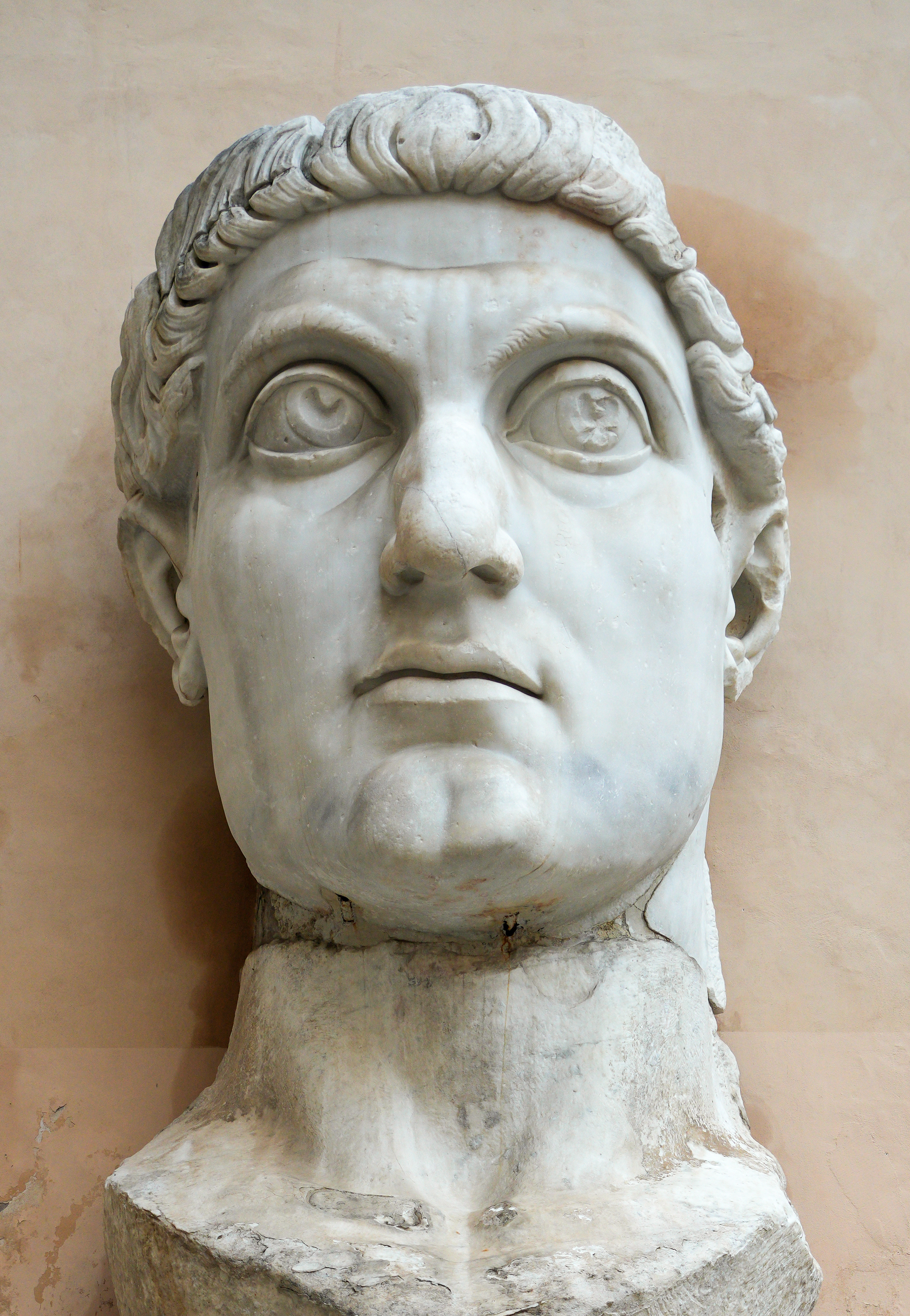
Kopf der Kolossalstatue Konstantins des Großen, Kapitolinische Museen, Rom

Flavius Valerius Constantinus (* an einem 27. Februar zwischen 270 und 288 in Naissus, Moesia Superior; † 22. Mai 337 in Achyrona, einer Vorstadt von Nikomedia), bekannt als Konstantin der Große (altgriechisch Κωνσταντῖνος ὁ Μέγας), in der Herrscherzählung Konstantin I., war von 306 bis 337 römischer Kaiser. Ab 324 regierte er bis zu seinem Tod als alleiniger Augustus.
Konstantins Aufstieg zur Macht vollzog sich im Rahmen der Auflösung der römischen Tetrarchie („Viererherrschaft“), die Kaiser Diokletian errichtet hatte. 306 trat Konstantin das Erbe seines Vaters Constantius I. an, nachdem dessen Soldaten ihn zum Kaiser ausgerufen hatten. Bis 312 hatte sich Konstantin im Westen, 324 auch im Gesamtreich durchgesetzt. Folgenreich war seine Regierungszeit vor allem aufgrund der von ihm eingeleiteten konstantinischen Wende, mit der der Aufstieg des Christentums zur wichtigsten Religion im Imperium Romanum begann. Seit 313 garantierte die Mailänder Vereinbarung im ganzen Reich die Religionsfreiheit, womit sie auch das noch einige Jahre zuvor verfolgte Christentum erlaubte. In der Folgezeit privilegierte Konstantin das Christentum. 325 berief er das Erste Konzil von Nicäa ein, um innerchristliche Streitigkeiten (arianischer Streit) beizulegen. Im Inneren trieb Konstantin mehrere Reformen voran, die das Reich während der weiteren Spätantike prägten. Außenpolitisch gelang ihm eine Sicherung und Stabilisierung der Grenzen.
Nach 324 verlegte Konstantin seine Residenz in den Osten des Reiches, in die nach ihm benannte Stadt Konstantinopel („Konstantinsstadt“). Viele Einzelheiten seiner Politik sind bis heute umstritten, besonders Fragen, die sein Verhältnis zum Christentum betreffen.

## Das Römische Reich zur Zeit Konstantins
Das Imperium Romanum war im 3. Jahrhundert in eine Krisenzeit geraten (Reichskrise des 3. Jahrhunderts), in der die innenpolitische Instabilität und der Druck auf die Grenzen zunahmen. An Rhein und Donau sorgten verschiedene Germanenstämme bzw. neue gentile Großverbände wie die Franken, Alamannen und Goten für Unruhe. Mehrmals drangen Gruppen von „Barbaren“ auf römisches Gebiet vor und plünderten römische Städte, die zuvor fast zwei Jahrhunderte lang weitgehend von Angriffen verschont geblieben waren. Im Osten war 224/226 das Sassanidenreich entstanden, das zum gefährlichsten Rivalen Roms wurde (siehe Römisch-Persische Kriege). Im Inneren des Imperiums stützten sich zahlreiche Usurpatoren und Usurpationsversuche vor allem auf die großen Heeresverbände, die nun die Kaisermacht legitimierten (Soldatenkaiser), so dass endlose Bürgerkriege das Imperium erschütterten. Wenngleich nicht alle Lebensbereiche und Provinzen von der Krise hart betroffen waren und diese keineswegs ununterbrochen andauerte, erwies sie sich doch als eine schwere Belastungsprobe für das Reich.
Kaiser wie Aurelian leiteten daher seit den 270er Jahren Reformen ein, doch erst dem 284 an die Macht gekommenen Diokletian gelang es, das Reich auf ein neues Fundament zu stellen. Er betrieb weitreichende Reformen und gestaltete das Reich grundlegend um. Diokletian führte unter anderem ein neues Steuersystem (Capitatio-Iugatio) ein und ordnete das Heer durch Aufteilung in Comitatenses als mobiles Feldheer und Limitanei als Grenztruppen neu. Die Krise wurde endgültig überwunden, das Reich trat in die Spätantike ein. Als Reaktion auf die gleichzeitigen militärischen Belastungen an den verschiedenen Grenzen und die ständigen Usurpationen ehrgeiziger Generäle wurde ein Mehrkaisertum eingeführt, die Tetrarchie, in der Diokletian als senior Augustus mit drei ihm untergeordneten Mitkaisern fungierte. Dieses System beruhte auf Ernennung von Nachfolgern statt dynastischer Erbfolge und diente vor allem der Verhinderung von Usurpationen. Die Diokletianische Christenverfolgung in den letzten Regierungsjahren des Kaisers war die letzte und schwerste der Christenverfolgungen im Römischen Reich. 305 trat Diokletian freiwillig zurück und zwang seinen Mitkaiser Maximian, diesem Beispiel zu folgen, so dass nunmehr die bisherigen Unterkaiser Constantius I. (als Ersatz für Maximian im Westen) sowie Galerius (als Ersatz für Diokletian im Osten) als Seniorkaiser (Augusti) nachfolgten. Dennoch setzte sich bald entgegen Diokletians Absicht wieder das dynastische Prinzip durch (siehe Auflösung der römischen Tetrarchie). Ein jahrelanger blutiger Bürgerkrieg entbrannte, an dessen Ende Konstantin Alleinherrscher des Imperiums war.

## Leben

### Jugendzeit und Erhebung zum Kaiser (bis 306)

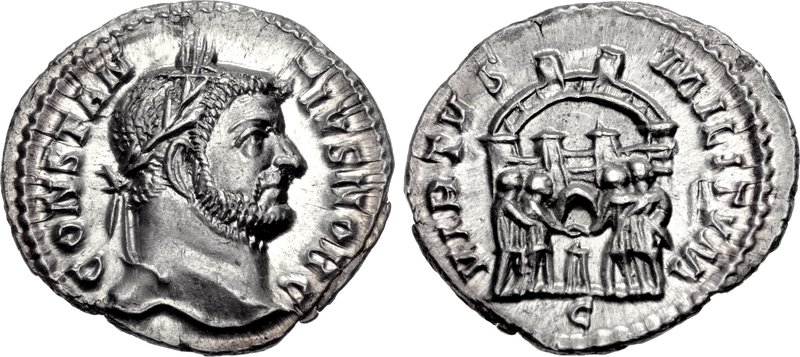
Argenteus mit dem Porträt von Konstantins Vater Constantius

Konstantin wurde am 27. Februar eines unbekannten Jahres in der Stadt Naissus (heute Niš in Serbien) geboren. Sein Alter zum Zeitpunkt seines Todes (337) wird in den Quellen sehr unterschiedlich angegeben. Daher variieren in der Forschung die Ansätze für das Geburtsjahr zwischen 270 und 288, wobei eine frühe Datierung als plausibler gilt. Seine Eltern waren Constantius und Helena. Helena soll den Quellen zufolge von sehr niedriger Herkunft gewesen sein. Ambrosius von Mailand zufolge war sie Stallmagd (stabularia). Dies ist inzwischen teils dahingehend interpretiert worden, dass ihr Vater ein Beamter des Cursus publicus gewesen sei (Stallmeister); demnach wäre sie durchaus von hoher Geburt gewesen. In späteren Jahren wurde sie jedenfalls Christin, angeblich unter dem Einfluss ihres Sohnes. Sie ist am Hof Konstantins belegt, hat Pilgerreisen unternommen und spielte in der späteren christlichen Legende um das „Wahre Kreuz Christi“ eine wichtige Rolle.
Constantius stammte wie viele römische Militärs aus dem Illyricum und war in einfachen Verhältnissen herangewachsen. Er neigte zum Henotheismus und verehrte vermutlich den Sonnengott Sol. Constantius war wohl unter den Kaisern Aurelian und Probus Offizier gewesen, gelangte aber erst unter Diokletian zu politischer Bedeutung. Dass er von Kaiser Claudius Gothicus abstammte, wie später behauptet wurde, gilt meist als Erfindung. Er war offenbar ein fähiger Militär und errang etwa 288/89 einen Sieg über die Franken. Wie lange die Beziehung zwischen Constantius und Helena hielt, ist unklar. Eine legitime Ehe ist, obwohl in manchen Quellen angedeutet, angezweifelt worden; in der Forschung ist diese Frage jedoch umstritten. Eine eventuell illegitime Herkunft wäre aus Legitimationsgründen problematisch gewesen, doch bekannte sich Constantius offenbar zu seinem Sohn und kümmerte sich um dessen Erziehung. Konstantin hatte noch sechs Halbgeschwister aus der spätestens 289 geschlossenen Ehe seines Vaters mit Theodora, einer Stieftochter Kaiser Maximians: die Brüder Julius Constantius, Flavius Dalmatius und Flavius Hannibalianus sowie die Schwestern Constantia, Eutropia und Anastasia.
Sonst ist über Konstantins Kindheit und Jugend kaum etwas bekannt, zumal bereits früh die Legendenbildung um Konstantin einsetzte. Nachdem Constantius 293 in Diokletians Tetrarchie westlicher Caesar (Unterkaiser) unter Maximian geworden war, lebte Konstantin zuerst am Hof des Seniorkaisers Diokletian im Osten. Dort erhielt er eine formale, auch literarische Ausbildung, so dass er als recht gebildeter Mann gelten konnte. Vermutlich kam er auch in Kontakt mit dem gebildeten Christen Lactantius, der am Hof Diokletians tätig war. Lactantius legte dann zu Beginn der diokletianischen Christenverfolgung im Jahr 303, die das Ende eines seit 40 Jahren bestehenden Religionsfriedens markierte, sein Amt nieder. Ob Konstantin an dieser Verfolgung beteiligt war, ist unbekannt; es spricht aber nichts dafür. Er machte Karriere im Militär, bekleidete wohl den Posten eines Militärtribuns und zeichnete sich unter Galerius bei Kämpfen gegen die Sarmaten an der Donau aus.
305 stieg sein Vater Constantius zum Augustus (Oberkaiser) des Westens auf, nachdem Diokletian und Maximian ihr Amt niedergelegt hatten. Im gleichen Jahr schickte Galerius, nun ebenfalls Augustus des Ostens, Konstantin zurück zu Constantius nach Gallien. Nach der Origo Constantini, einem Geschichtswerk aus dem 4. Jahrhundert, das zuverlässige Informationen enthält, wurde Konstantin am Hof als Geisel festgehalten. Ähnliches berichten auch andere Quellen, so Aurelius Victor, Philostorgios und der byzantinische Geschichtsschreiber Johannes Zonaras. Konstantins Biograf Praxagoras von Athen hingegen erklärt diesen Aufenthalt mit einer dortigen Ausbildung. Es ist aber durchaus plausibel, dass zunächst Diokletian, der keine dynastische Nachfolge wünschte, und später Galerius Konstantin unter Aufsicht stellten. Ob Galerius dann jedoch 305 wirklich, wie mehrere Quellen berichten, Konstantin gezielt in Lebensgefahr brachte, bevor dieser nach einer dramatischen Reise seinen Vater erreichte, mag wegen des tendenziösen Charakters dieser Berichte zweifelhaft erscheinen. Dass Galerius Konstantin fortgehen ließ, mag auf eine vorherige Vereinbarung mit Constantius zurückzuführen sein, dessen Sohn als Caesar in die Tetrarchie aufzunehmen, doch sind die genauen Hintergründe unbekannt. Es kann aber auch nicht ausgeschlossen werden, dass Galerius den Weggang Konstantins aktiv behindert hat, so dass die Fluchtgeschichte nicht völlig unglaubwürdig ist.

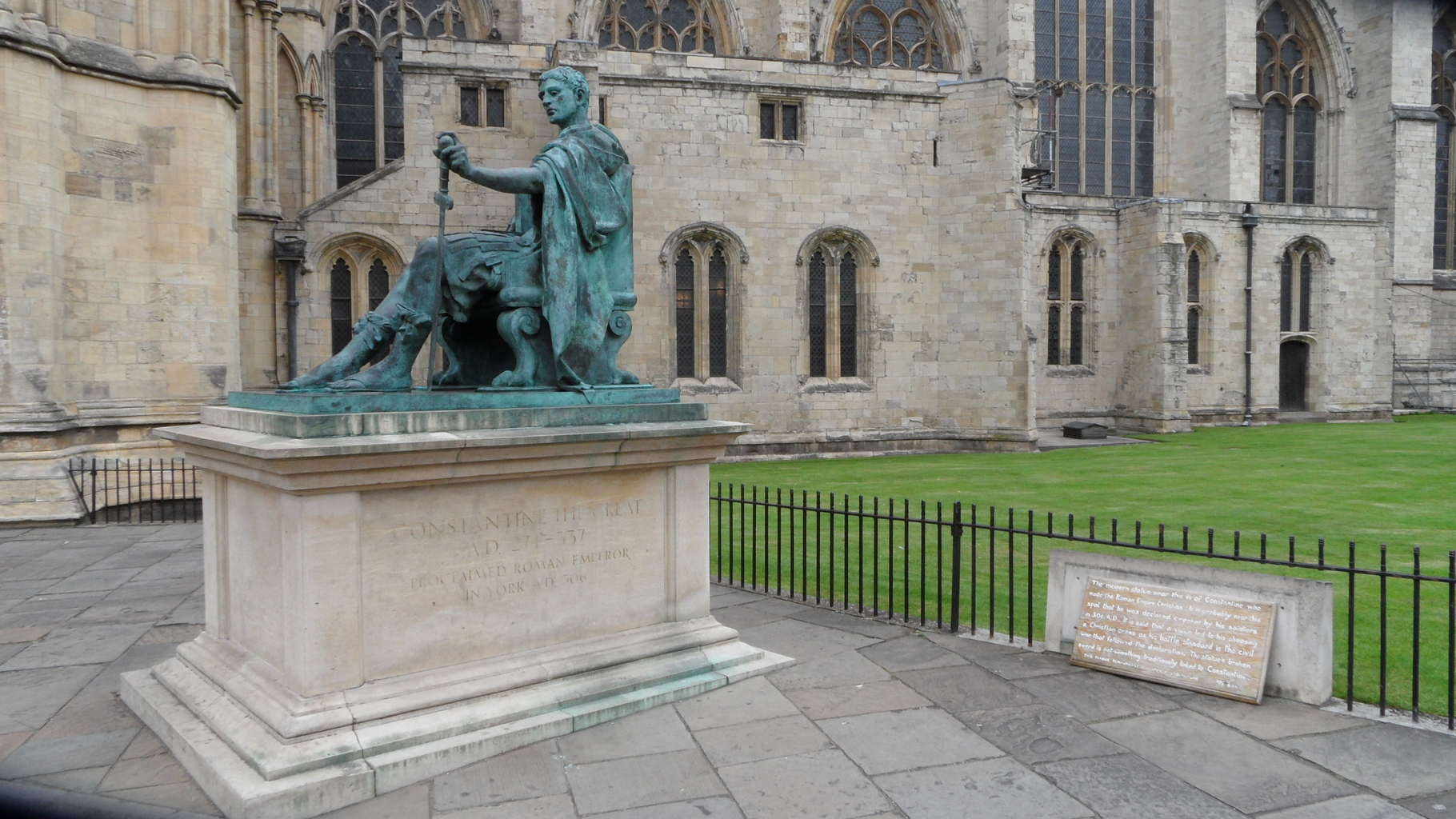
Statue von Konstantin vor dem Münster in York, Großbritannien

Konstantin traf seinen Vater in Bononia an und begleitete ihn nach Britannien, wo Pikten und Skoten in die römische Provinz eingedrungen waren. Constantius führte einen erfolgreichen Feldzug gegen die Invasoren und warf sie zurück. Als er überraschend am 25. Juli 306 im Lager von Eboracum (heute York) verstarb, wurde Konstantin sogleich von den anwesenden Soldaten zum Kaiser ausgerufen. Die Hintergründe sind unbekannt, doch hatte Constantius seinen Sohn sehr wahrscheinlich systematisch als Nachfolger aufgebaut. Die Soldaten zogen offensichtlich die dynastische Nachfolge innerhalb eines ihnen vertrauten Geschlechts dem tetrarchischen Konzept vor; auch Konstantin selbst betonte dieses Element seiner Legitimation in den folgenden Jahren sehr und wandte sich damit von der Ideologie der Tetrarchie ab. Aber auch seine möglicherweise bereits bewiesenen militärischen Fähigkeiten sprachen wohl für ihn. Angeblich kam die Kaisererhebung durch Einflussnahme eines Alamannenfürsten namens Crocus zustande.

### Das Ende der Tetrarchie (306–312)

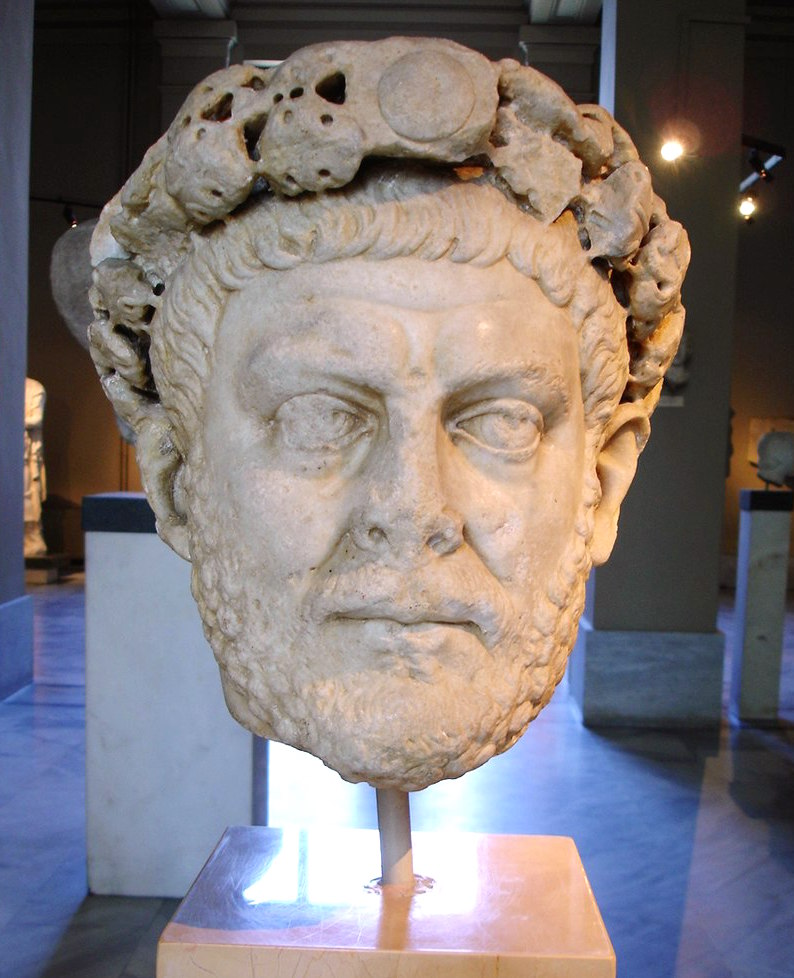
Porträtkopf Diokletians im Archäologischen Museum Istanbul

Mit der Kaisererhebung Konstantins im Jahr 306, die im Grunde eine Usurpation darstellte, war die mühsam errichtete tetrarchische Ordnung Diokletians durchbrochen. Sie konnte trotz einiger zaghafter Restaurierungsbemühungen nicht wiederhergestellt werden (siehe Auflösung der römischen Tetrarchie). Die dynastische Idee, der die Soldaten mehrheitlich anhingen, gewann nun wieder an Boden. Die Lage blieb für Konstantin angespannt, da sein Kaisertum faktisch illegitim war, doch konnte er darauf vertrauen, dass das gallische Heer loyal zu ihm stand und seine Herrschaft nicht direkt bedroht wurde. Gallien und Britannien befanden sich fest in seiner Hand. Galerius, nach dem Tod des Constantius der ranghöchste Kaiser, verweigerte Konstantin die Anerkennung als Augustus, doch fehlten ihm die Mittel, gegen den Usurpator vorzugehen, zumal Konstantins Usurpation nicht die einzige war. Ende Oktober 306 war Maximians Sohn Maxentius von der Prätorianergarde und stadtrömischen Kreisen in Rom zum Kaiser erhoben worden und behauptete nun Italien und Africa. Schließlich ernannte Galerius Severus zum neuen Augustus des Westens und Konstantin zu dessen Caesar, womit sich Konstantin vorläufig begnügte.
Maximian, der 305 nur widerwillig zurückgetreten war, hatte möglicherweise die Erhebung seines unerfahrenen Sohnes Maxentius begünstigt. Er trat 307 ebenfalls wieder als Kaiser auf und kooperierte mit Maxentius. Sie konnten 307 den Angriff des Severus, der als neuer regulärer Augustus des Westens die Usurpation im Auftrag des Galerius niederschlagen sollte, abwehren. Severus wurde schließlich gefangen und später hingerichtet. Im gleichen Jahr besuchte Maximian Konstantin in Gallien und traf mit ihm eine Vereinbarung: Konstantin trennte sich von Minervina, der Mutter seines Sohnes Crispus (305–326), und heiratete stattdessen Maximians Tochter Fausta. Mit Fausta, die 326 starb, hatte Konstantin die drei Söhne Konstantin II., Constantius II. und Constans, die später seine Nachfolger als Kaiser wurden, sowie die beiden Töchter Constantina und Helena. Mit der neuen Heirat besiegelte Konstantin ein Bündnis mit Maximian. Ohne dazu berechtigt zu sein, ernannte Maximian Konstantin sogar zum Augustus, was die Einbindung Konstantins in Maximians tetrarchische „herculische Dynastie“ unterstrich, wovon Konstantin sich wohl zusätzliche Legitimation erhoffte. Damit wurde die Übereinkunft mit Galerius allerdings hinfällig.
Anschließend zerstritt sich Maximian jedoch mit Maxentius. Vermutlich beanspruchte der ehemalige Kaiser die ganze Macht für sich; jedenfalls spielte Maxentius bei der Vereinbarung mit Konstantin anscheinend keine Rolle. Allerdings hatte Maxentius in der Zwischenzeit einen Angriff des Galerius abgewehrt und lehnte daher die Rücktrittsforderung seines Vaters selbstbewusst ab. Auf der sogenannten Kaiserkonferenz von Carnuntum im Jahr 308, auf der Diokletian noch einmal politisch in Erscheinung trat, wurde Maximian zum Rücktritt gezwungen. Konstantin wurde der Augustus-Titel entzogen, er reihte sich aber als Caesar wieder in die tetrarchische Ordnung ein und war somit im Gegensatz zu Maxentius kein Usurpator. Konstantins Mitkaiser in der dritten Tetrarchie war neben den Ostkaisern Galerius (293/305–311) und Maximinus Daia (305/310–313) noch Licinius (308–324), der als neuer Augustus im Westen vorgesehen war. Maximinus Daia fand sich allerdings nicht damit ab, dass Licinius, der nie die Caesar-Würde bekleidet hatte, im Rang nun über ihm stand. Auch Konstantin war nicht bereit, in die zweite Reihe zurückzutreten, während Licinius nicht über die Mittel verfügte, seine Oberherrschaft im Westen durchzusetzen und Maxentius zu besiegen. Galerius versuchte zu vermitteln und ernannte sowohl Konstantin als auch Maximinus Daia zu „Söhnen der Augusti“, doch sah er sich kurz darauf gezwungen, auch die Augustus-Würde der beiden anzuerkennen. Somit hatte auch die Kaiserkonferenz keine stabilisierende Wirkung entfaltet und den späteren Konflikt nur verschoben.

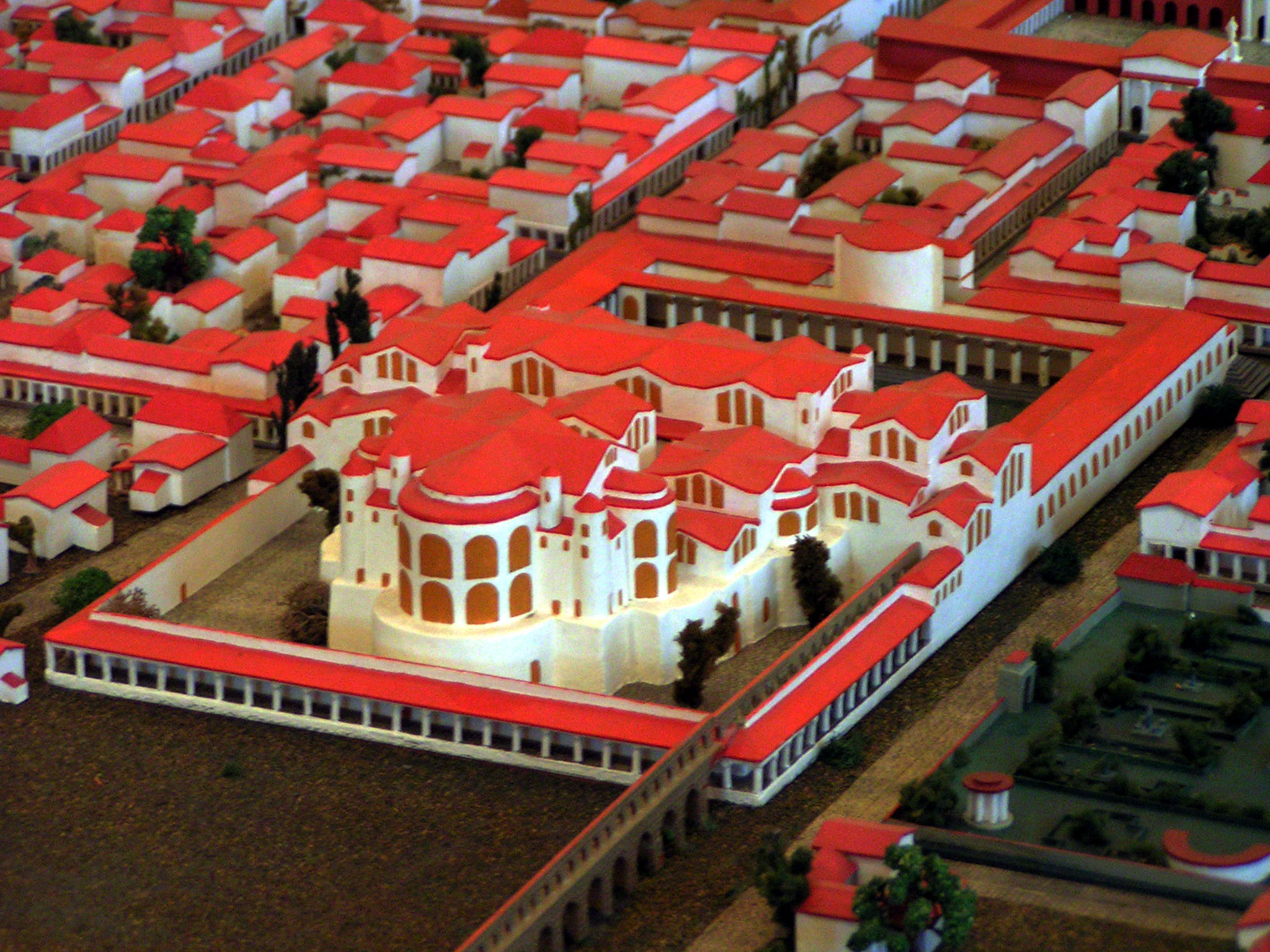
Modell der Kaiserthermen in Trier, 4. Jahrhundert

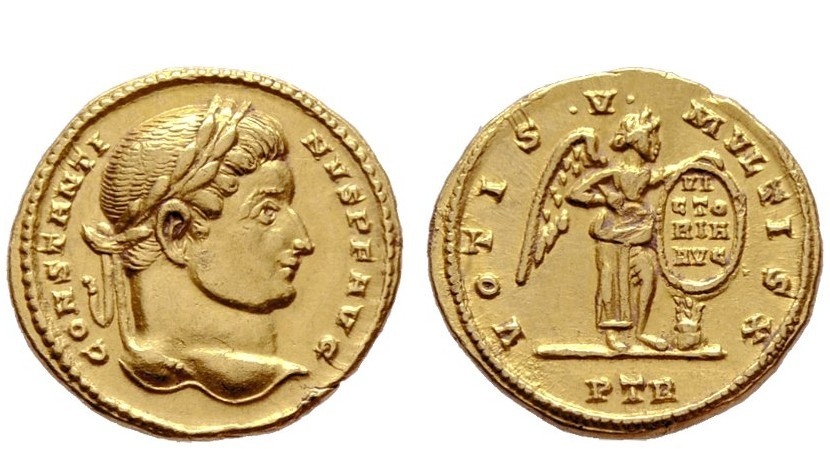
Solidus mit dem Porträt Kaiser Konstantins mit Lorbeerkranz, geprägt von 310 bis 313 in Trier.

Über die innenpolitischen Maßnahmen Konstantins in seinem Reichsteil (Britannien und Gallien, wozu noch vor 312 Hispanien kam) ist nur wenig bekannt. Den Christen, denen schon sein Vater nicht feindlich gegenübergestanden hatte (die diokletianische Christenverfolgung war in Westeuropa weitaus weniger stark ausgeprägt gewesen als im übrigen Reich), gestattete Konstantin wieder den Gottesdienst. Galerius hingegen ließ die Christen im östlichen Reichsteil noch bis 311 verfolgen. Erst als die erhoffte Zurückdrängung des Christentums ausblieb, beendete er die Verfolgungen mit seinem Toleranzedikt. Konstantin residierte damals vornehmlich in Augusta Treverorum, dem heutigen Trier, das er prachtvoll ausbauen ließ. Zahlreiche neue Gebäudekomplexe entstanden, darunter repräsentative Gebäude wie die Konstantinbasilika und die Kaiserthermen. Trier war außerdem als späterer Sitz der gallischen Präfektur der verwaltungstechnische Mittelpunkt der westlichen Provinzen (außer Italien und Africa). Daneben initiierte Konstantin auch in anderen gallischen Städten Bauprogramme und kümmerte sich intensiv um die Grenzsicherung, vor allem am Rhein. Militärisch war er sehr erfolgreich und sicherte wieder die Rheingrenze. Bisweilen ging er dabei sehr brutal vor; so wurden die gefangenen Frankenkönige Ascaricus und Merogaisus 307 zur Feier eines Sieges in der Arena lebendig wilden Tieren vorgeworfen. 309 ließ Konstantin in Trier an Stelle des Aureus, der im 3. Jahrhundert massiv an Feingehalt und somit Wert verloren hatte, den Solidus als neues „solides“ Münznominal prägen. Als solches blieb er bis zur Eroberung von Konstantinopel (1453) im Umlauf.
Maximian, inzwischen aller Machtmittel beraubt, begab sich 308 zu seinem Schwiegersohn Konstantin, der ihn in Gallien freundlich aufnahm, aber keine politische Rolle spielen ließ. Mit einem Leben als Privatmann gab sich Maximian jedoch nicht zufrieden. 310 intrigierte er gegen Konstantin, der an der Rheinfront durch die Abwehr germanischer Angreifer gebunden war. Das Komplott scheiterte, und Maximian suchte in Massilia Zuflucht. Er wurde schließlich von seinen Truppen ausgeliefert und beging kurz darauf Suizid. Danach nahm Konstantin offiziell und endgültig den Augustustitel an. Zudem nahm er Abstand von der faktisch zerbrochenen tetrarchischen Ordnung und der Legitimation durch die mit Hercules assoziierte Dynastie Maximians. Auf Münzprägungen favorisierte Konstantin in dieser Zeit deutlich den Sonnengott Sol. Er konstruierte nun eine Abstammung von Claudius Gothicus, einem Soldatenkaiser des 3. Jahrhunderts, der in der senatorischen Geschichtsschreibung überaus positiv beschrieben wurde. Damit schuf sich Konstantin eine neue Legitimation und postulierte offiziell eine eigene Dynastie.
Die Lage blieb auch nach dem Tod des Galerius 311 angespannt. Es gab immer noch vier Kaiser, im Westen Konstantin und Maxentius, im Osten Licinius und Maximinus Daia, die sich dort um das Erbe des Galerius stritten. Maxentius wird in den Quellen zumeist einseitig sehr negativ geschildert. Er hatte durchaus militärische Erfolge aufzuweisen, darunter die Niederschlagung eines Aufstands in Africa (Usurpation des Domitius Alexander). Auch in Rom war er wohl recht populär und seine Religionspolitik war tolerant. Maxentius und Maximinus Daia traten in Verhandlungen. Dadurch wurde Licinius im Osten bedroht. Er suchte daher eine Annäherung an Konstantin, der bereits einen Feldzug nach Italien vorbereitete. 311 oder 312 verlobte sich Licinius mit Constantia, einer Halbschwester Konstantins. Zwischen Maxentius und Konstantin hingegen kam es endgültig zum offenen Bruch, als Konstantin des Mordes an Maximian beschuldigt wurde.

### Göttliche Vorzeichen? Die Schlacht an der Milvischen Brücke im Jahr 312

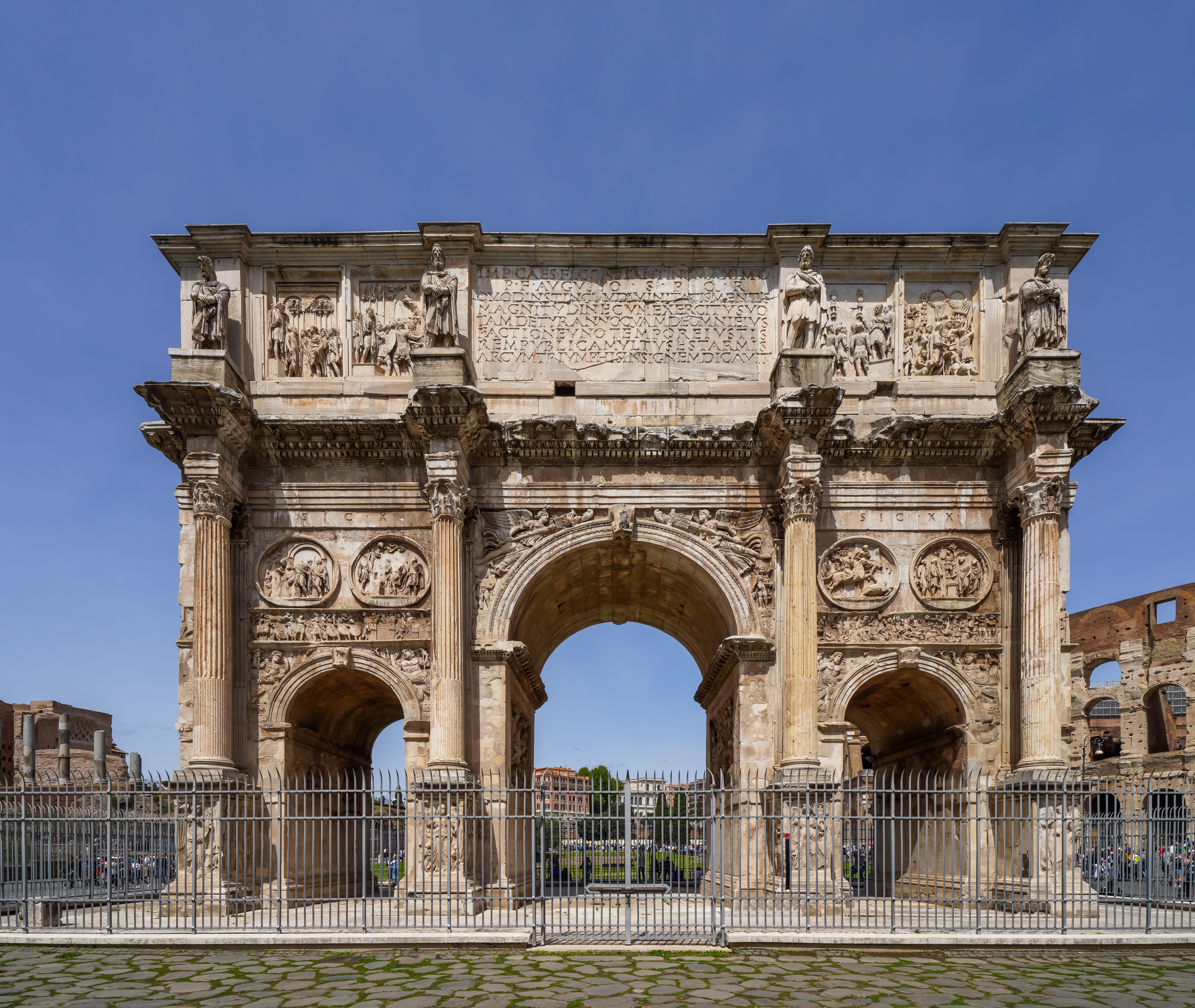
Konstantinsbogen (von der Via Triumphalis aus betrachtet)

Im Frühjahr 312 marschierte Konstantin, nachdem er bereits Hispanien seinem Herrschaftsbereich angeschlossen hatte, in Italien ein. Maxentius war darauf allerdings gut vorbereitet, er hatte mehrere Städte in Norditalien zusätzlich befestigen lassen. Zahlenmäßig waren seine Truppen wohl überlegen; nach einem nicht namentlich bekannten Panegyriker verfügte er über 100.000 Mann, wovon sich ein Teil in Oberitalien im Raum von Turin, Verona und Segusio versammelt hatte. Konstantin hingegen konnte dieser Quelle zufolge wegen der Gefährdung der Rheingrenze nur ein Viertel seines Gesamtheeres mitführen, also etwa 40.000 Mann. Sein Heer aus britannischen, gallischen und germanischen Truppen war wesentlich kampferprobter als das italische. Konstantin rückte schnell vor und überraschte damit offenbar den Gegner. Er siegte bei Turin, Brescia und schließlich in der Schlacht von Verona, wo der Prätorianerpräfekt des Maxentius, Ruricius Pompeianus, fiel. Mehrere Städte öffneten Konstantin kampflos die Tore, darunter die wichtige Residenzstadt Mailand.
Nun traf Maxentius eine schwer nachvollziehbare Entscheidung, die sich bereits Zeitgenossen nicht erklären konnten. Anstatt in der befestigten Stadt Rom, die Konstantin nicht hätte erstürmen können, abzuwarten, suchte er die Feldschlacht. Sein Motiv ist unklar. Lactantius berichtet von Unruhen in Rom und einer günstigen Prophezeiung, die Maxentius zum Angriff ermutigt habe. Dies mögen topische Motive sein. Möglicherweise meinte Maxentius, er müsse sich nach Konstantins Anfangserfolgen als Feldherr profilieren. Jedenfalls zog er am 28. Oktober 312 Konstantin entgegen. Nördlich von Rom, an der Milvischen Brücke, kam es zur Entscheidungsschlacht. Die Brücke hatte man zuvor einreißen lassen und daneben eine Hilfsbrücke errichtet. Einige Kilometer nördlich kam es zu Vorhutgefechten, in denen die Truppen des Maxentius unterlagen, woraufhin sie zur Hilfsbrücke flüchteten. Diese Flucht scheint schließlich in offene Panik umgeschlagen zu sein, denn am Tiber selbst kam es wohl zu keiner Schlacht im eigentlichen Sinne. Vielmehr drängten die Soldaten des Maxentius nach Süden, viele ertranken im Fluss. So erging es auch Maxentius, dessen Heer sich damit auflöste.
Vielleicht hatte Maxentius Konstantin in eine Falle locken wollen; dies legt zumindest der Bericht des Praxagoras nahe, wo von einem Hinterhalt des Maxentius, dem er selbst zum Opfer fiel, die Rede ist. Maxentius könnte geplant haben, Konstantins Truppen durchbrechen zu lassen, um sie dann zwischen der Stadt Rom, dem Tiber und den nördlich von Rom stehenden Verbänden einzukesseln; er könnte mit diesem Plan aber gescheitert sein, als seine Truppen ungeordnet flohen.
In den Quellen ist von einem göttlichen Zeichen die Rede, das Konstantin vor der Schlacht zuteilgeworden sein soll. Der Bericht des Lactantius ist sehr zeitnah verfasst, während Eusebios von Kaisareia seine Darstellung, die wahrscheinlich auf Äußerungen Konstantins gegenüber Bischöfen beruht, erst mehrere Jahre später niederschrieb. Lactantius berichtet von einer Traumerscheinung, in der Konstantin angewiesen wurde, das himmlische Zeichen Gottes auf die Schilde der Soldaten malen zu lassen; daraufhin habe er dort das Christusmonogramm anbringen lassen. Eusebios erzählt von einer Himmelserscheinung in Form eines Kreuzes mit den Worten „Durch dieses siege!“ und erwähnt kurz darauf das Christusmonogramm. Eine „pagane Variante“ der Legende bietet der Panegyricus des Nazarius aus dem Jahr 321, während der anonyme Panegyriker von 313 den Sieg auf den Beistand einer ungenannten Gottheit zurückführt.
In der Forschung werden diese Berichte seit langem intensiv diskutiert. Erzählungen über göttliche Erscheinungen sind in der Antike nicht selten, zumal alle römischen Kaiser für sich göttlichen Beistand in Anspruch nahmen. Die legendenhaft wirkenden Berichte über Konstantins Vision sind als Teil seiner propagandistischen Selbstdarstellung anzusehen. In der Forschung wird ein realer Kern jedoch nicht ausgeschlossen, etwa ein Naturphänomen wie ein Halo, bei dem unter bestimmten atmosphärischen Bedingungen Sonnenlicht gebrochen wird und dadurch Kreis- und Kreuzstrukturen sichtbar werden. In diesem Sinne könnte etwa das in einer anderen Quelle überlieferte „Wunder von Grand“ in Gallien aus dem Jahr 310 einzuordnen sein, das Konstantin sah: eine Himmelserscheinung, die ein anonymer Panegyriker als göttliches Zeichen (hier noch mit Bezug auf Apollon) deutete, was wahrscheinlich in Abstimmung mit dem Kaiserhof geschah.

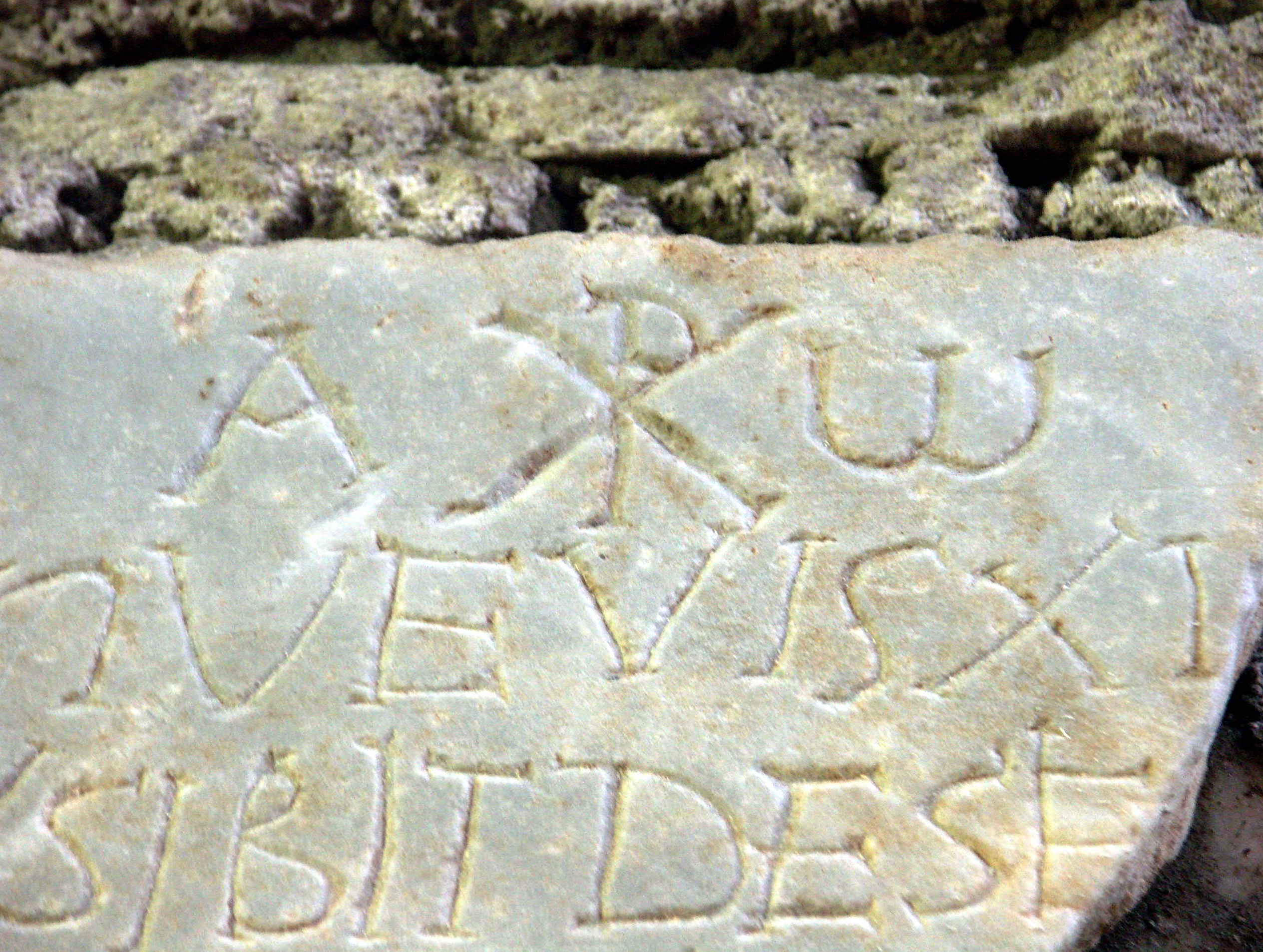
Steintafel mit lateinischer Inschrift, Alpha und Omega und Christusmonogramm (Chi-Rho, ☧), Domitilla-Katakomben, Rom

Aus historischer Sicht kommt es weniger darauf an, was Konstantin womöglich tatsächlich sah, als auf das, was er gesehen zu haben glaubte bzw. behauptete. Unter christlichem Einfluss mag er geglaubt haben, ihm stehe der Gott der Christen zur Seite und er erfülle eine göttliche Bestimmung. Daher stellt die Erzählung des Eusebios eine Nachricht von hohem Wert dar, denn sie gibt wahrscheinlich die offizielle Sichtweise des Hofes wieder, wenngleich aus späterer Zeit, als Konstantin auf die Stilisierung im christlichen Sinne Wert legte. Allerdings ist das von Eusebios an anderer Stelle erwähnte Labarum erst für 327/28 eindeutig belegt, wenngleich es in anderer Form möglicherweise bereits vorher existierte. Das Kreuzzeichen ist als christliches Symbol bereits vor 312 mehrmals belegt; beispielsweise weist im 3. Jahrhundert Cyprian von Karthago darauf hin. Die Kreuzesverehrung begann aber erst in konstantinischer Zeit. Auf Münzen erscheint das Kreuz zum ersten Mal in den 330er Jahren.
Elisabeth Herrmann-Otto geht davon aus, dass für Konstantin die Sonnenvision von 310 entscheidend gewesen sei. Demnach verbanden sich zunächst in seiner Vorstellung Sol und Christengott, bevor er die Erscheinung bei Grand definitiv auf den christlichen Gott zurückführte und „solare Elemente“ zurücktraten. Klaus Martin Girardet zufolge brachte Konstantin die Erscheinung im Jahr 310 ebenfalls zuerst mit Sol, der für einige Jahre auf seinen Münzen sehr präsent ist, in Verbindung. Kurz darauf (311) habe der Kaiser die Erscheinung dann aber auf den Gott der Christen bezogen, zumal Jesus in der Spätantike oft als die „Sonne der Gerechtigkeit“ galt und somit eine Neuorientierung nicht schwerfiel. Da all dies noch deutlich vor der Schlacht an der Milvischen Brücke geschah, sei es in deren Vorfeld nicht zu einer Vision gekommen. Klaus Rosen plädiert in seiner aktuellen Konstantinbiographie dafür, dass der Kaiser seinen Sieg auf den Beistand einer höchsten Gottheit zurückführte, was aber nicht mit einem christlichen Bekehrungserlebnis gleichgesetzt werden darf.
Sicher ist, dass Konstantin schließlich seinen Sieg an der Milvischen Brücke 312 auf den Beistand des Christengottes zurückführte und nun uneingeschränkt im Westen herrschte. Nach dem Sieg zog er feierlich in Rom ein, wobei der abgetrennte Kopf des Maxentius der Bevölkerung präsentiert wurde. Dem Senat der Stadt trat Konstantin mit Achtung entgegen; umstritten ist seit langem, ob der Kaiser danach ein Opfer für Jupiter vollzog. Der Senat erkannte den Sieger als ranghöchsten Augustus an, Maxentius hingegen wurde nun zu einem Tyrannen und Usurpator stilisiert und schließlich sogar von der konstantinischen Propaganda ahistorisch als Christenverfolger dargestellt. Die Prätorianergarde, das militärische Rückgrat des Maxentius, wurde aufgelöst. Als Symbol seines Sieges ließ Konstantin eine überlebensgroße Statue von sich anfertigen. 315 wurde auch der Konstantinsbogen eingeweiht.

### Konstantin und Licinius: Der Kampf um die Alleinherrschaft (313–324)

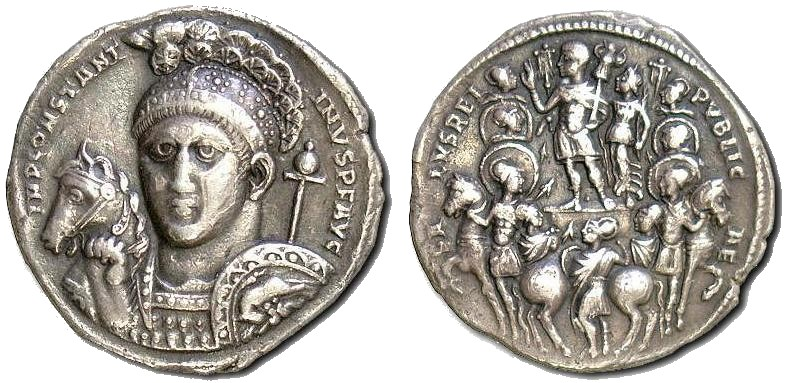
Porträt Konstantins auf der Vorderseite eines Silbermedaillons, geprägt 313 in Ticinum (Pavia), mit Christusmonogramm am Helmbusch

Nachdem Konstantin die Alleinherrschaft im Westen errungen hatte, traf er sich Anfang 313 in Mailand mit Licinius, der Konstantins Schwester Constantia nun heiratete. Die beiden Kaiser verabschiedeten dort die sogenannte Mailänder Vereinbarung. Diese wird oft auch als Toleranzedikt von Mailand bezeichnet, was aber nicht korrekt ist, da die Absprache nicht in einem reichsweiten Edikt verkündet wurde. In der Vereinbarung wurde den Christen ebenso wie allen anderen Religionen im ganzen Reich Kultfreiheit zugesichert. Es handelte sich nicht um eine Privilegierung des Christentums, sondern nur um Gleichstellung mit den anderen Religionen. Wichtig war für die Christen auch, dass die beiden Kaiser die Kirche als Korporation anerkannten, also als eine Institution des öffentlichen Rechts mit allen Rechten und Privilegien. Für den rigorosen Christenverfolger Maximinus Daia, der das Toleranzedikt des Galerius faktisch widerrufen hatte, war die Vereinbarung eine Bedrohung, zumal da in seinem östlichen Reichsteil die meisten Christen lebten. Nur notgedrungen schwenkte er auf die neue Linie ein, rüstete aber gleichzeitig zum Krieg gegen Licinius. Ende April 313 unterlag er Licinius in Thrakien und starb nur wenige Monate später auf der Flucht. Die östlichen Christen begrüßten Licinius als Befreier. Tatsächlich betrieb er zunächst eine tolerante Religionspolitik. Der gebildete Christ Lactantius, der im Auftrag Konstantins als Erzieher von dessen Sohn Crispus in Trier tätig war, betrachtete Licinius ebenso wie Konstantin als von Gott gesandten Retter der Christen. Erst aufgrund der späteren Entwicklungen wurde Licinius dann in christlichen Quellen negativ dargestellt.
Nun gab es nur noch zwei Kaiser im Reich, doch entstanden bald Spannungen zwischen ihnen. Anscheinend missfiel Licinius, dass Konstantin ihn bei wichtigen Entscheidungen wie der Besetzung Italiens, der Heiratsabsprache und der Mailänder Vereinbarung überging. Vor allem galt Konstantin auch im Osten als der eigentliche Schutzherr der Christen, wodurch sich Licinius bedroht sehen konnte. Diese Rolle übernahm Konstantin offenbar bewusst, denn 313 wurden Festprägungen hergestellt, die ihn mit dem Christusmonogramm auf dem Helm abbilden, und er griff in innerkirchliche Angelegenheiten wie den 312/13 entbrannten Donatistenstreit ein.
Der Kompromiss, wieder zu einer tetrarchischen Ordnung zurückzukehren, wobei der mit Konstantin verschwägerte Senator Bassianus Italien regieren sollte, schlug fehl. Wohl im Jahr 316 kam es zum offenen Konflikt. Den Hintergrund bildete eine Verschwörung gegen Konstantin, die wohl von einem Offizier des Licinius namens Senecio angezettelt wurde, einem Bruder des Bassianus, der selbst aktiv darin verwickelt war. Nach der Aufdeckung des Komplotts weigerte sich Licinius, Senecio auszuliefern. Damit setzte er sich dem Verdacht aus, an der Verschwörung beteiligt gewesen zu sein oder sie gebilligt zu haben. Der Origo Constantini zufolge stellten die Verweigerung der Auslieferung und die angeblich von Licinius angeordnete Zerstörung von Bildern und Statuen Konstantins in der Stadt Emona den Kriegsgrund dar. Jedenfalls waren beide Seiten bereit, die Machtfrage militärisch zu entscheiden. Konstantin marschierte mit seinen gallisch-germanischen Truppen, etwa 20.000 Mann, in das Illyricum ein und rückte rasch vor. Licinius trat ihm bei Cibalae (heute Vinkovci) mit 35.000 Mann entgegen und unterlag. Er musste in aller Eile nach Thrakien fliehen, wo weitere Truppen standen, doch endete die dortige Schlacht (in der Nähe von Adrianopel) unentschieden. Am Ende einigten sich Konstantin und Licinius vorläufig; Licinius musste die gesamte Balkanhalbinsel räumen. Zwei Söhne Konstantins sowie der einzige legitime Sohn des Licinius wurden zum 1. März 317 zu Caesaren erhoben.

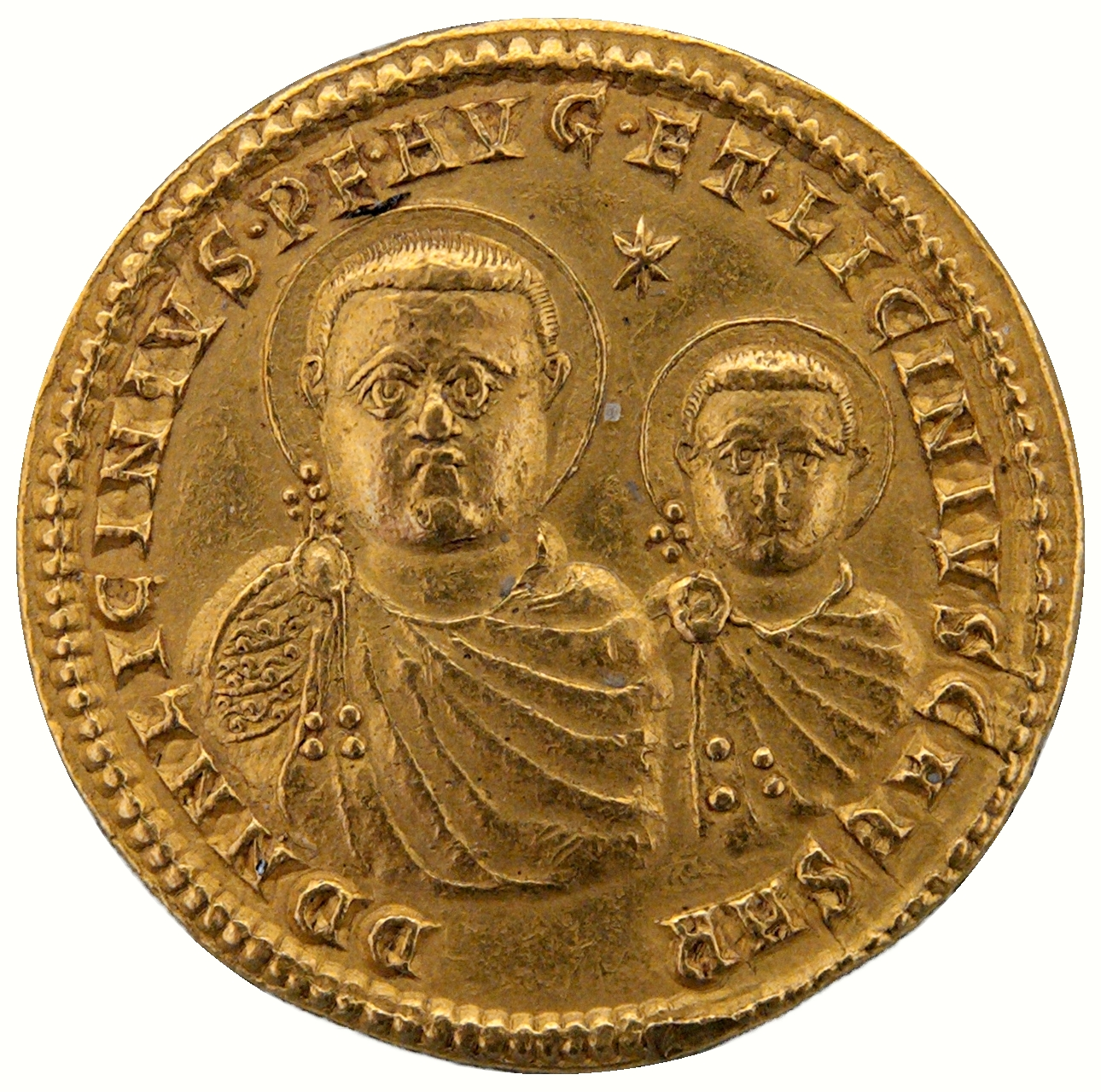
Licinius mit seinem Sohn auf einem Goldmultiplum

Die Spannungen zwischen Konstantin und Licinius blieben auch nach 316 bestehen. Seit 318 hielt sich Konstantin, der den Grenzschutz am Rhein seinem Sohn Crispus und dessen Offizieren überließ, vor allem in den neu gewonnenen Gebieten auf dem Balkan auf. Ab 321 datierten beide Reichshälften nicht mehr einheitlich nach den gleichen Konsuln und bereiteten sich immer offensichtlicher auf den Krieg vor. 322 residierte Konstantin in Thessaloniki, also unmittelbar an der Grenze beider Machtbereiche, was Licinius als offene Provokation auffassen musste. Licinius ergriff außerdem gegen die Christen, denen er in Anbetracht von Konstantins Religionspolitik offenbar misstraute, feindselige Maßnahmen. Es soll zu Versammlungsverboten, Konfiskationen und erzwungenen Opferungen gekommen sein, auch von einer geplanten Verfolgung ist in christlichen Quellen die Rede. Licinius wurde zu einem Tyrannen stilisiert, dem schwere Vorwürfe gemacht wurden (Schändungen, steigender Steuerdruck, ungerechtfertigte Einkerkerungen etc.). Derartige Vorwürfe sind allerdings insofern problematisch, weil der topische Charakter recht offensichtlich ist. Letztendlich sind die Details der von Licinius ergriffenen Maßnahmen unbekannt. Aufgrund der politischen Lage ist es aber durchaus möglich, dass er das Christentum in seinem Herrschaftsbereich einzuschränken versuchte. Konstantin konnte sich in diesem Zusammenhang als Retter der Christen im Osten stilisieren und somit seine christenfreundliche Politik auch machtpolitisch nutzen.
Als Konstantin mit seinen Eliteverbänden in Licinius’ Balkanprovinz eindrang, um die bedrohte Bevölkerung vor Übergriffen durch die Goten zu schützen, protestierte Licinius lautstark. Es folgte ein letztlich ergebnisloser diplomatischer Notenwechsel, 324 kam es zum entscheidenden Konflikt. Beide Seiten waren gerüstet und führten starke Armeen mit jeweils deutlich über 100.000 Mann ins Feld. Konstantin beabsichtigte wohl eine kombinierte Land- und Seeoperation durchzuführen, doch hatte sich Licinius mit seinen Truppen in Adrianopel in Thrakien verschanzt, von wo aus sie Konstantins Versorgungslinien gefährden konnten. Konstantin gelang es aber, Licinius im Frühsommer 324 bei Adrianopel in Thrakien zu schlagen. Licinius war nach der Niederlage zunächst in das stark befestigte Byzantion geflohen. Nachdem aber Konstantins ältester Sohn Crispus die feindliche Flotte in der Seeschlacht bei Kallipolis vernichtet hatte, drohte er abgeschnitten zu werden und floh weiter nach Kleinasien. Im September 324 unterlag er dann endgültig in der Schlacht von Chrysopolis. Er musste kapitulieren, wobei Konstantin versprach, sein Leben zu schonen. Licinius, der wie Konstantin recht rücksichtslos gegen seine Gegner vorgegangen war (so ließ er die Familien des Galerius, des Maximinus Daia und des Severus ermorden), wurde dennoch im Jahr 325 auf Befehl Konstantins und wohl aus machtpolitischem Kalkül hingerichtet, bald darauf auch sein Sohn Licinianus Licinius. Konstantin war nun unbestritten der alleinige Herrscher des Römischen Reiches, was (allerdings nur vorerst) ein Ende der blutigen Bürgerkriege bedeutete.

### Reichspolitik als Alleinherrscher (324–337)

#### Die Gründung Konstantinopels

Konstantinopel im 15. Jahrhundert (mit farblicher Hervorhebung des konstantinischen Stadtareals)

Nach dem Sieg über Licinius verlegte Konstantin die Hauptresidenz in den Osten. Dieser Schritt war nicht neuartig, denn bereits in der Zeit der Tetrarchie hatten die Kaiser unterschiedliche Residenzstädte gewählt. Konstantin soll zunächst mehrere Orte in Betracht gezogen haben, entschied sich dann jedoch für die alte griechische Kolonie Byzanz. Die Stadt lag sehr verkehrsgünstig in einer strategisch wichtigen Region und war an drei Seiten von Wasser umgeben; bereits während des Feldzugs gegen Licinius hatte Konstantin die Vorteile dieser Lage erkannt. Kurz darauf ließ er die Stadt stark erweitern und prächtig ausbauen.
Die neue Residenzstadt wurde Konstantinopel („Konstantinsstadt“) genannt. Mit der Benennung nach seinem Namen folgte Konstantin einer Tradition hellenistischer Könige und früherer römischer Kaiser. Die Befestigungen des erweiterten Areals, das nun mehr als sechsmal so groß war wie die alte Stadt, wurden verbessert. Ebenso entstand eine Vielzahl neuer Gebäude. Dazu gehörten unter anderem Verwaltungsgebäude, Palastanlagen, Bäder und repräsentative öffentliche Anlagen wie ein Hippodrom und das Augusteion. Letzteres war ein großer rechteckiger Platz, an dem sich ein Senatsgebäude sowie der Zugang zum Palastviertel befand. Von dort aus führte eine Straße zum runden Konstantinsforum, wo auf einer Säule das Standbild des Kaisers platziert war und ein zweites Senatsgebäude stand. Zahlreiche Kunstgegenstände aus dem griechischen Raum wurden in die Stadt gebracht, darunter die berühmte Schlangensäule aus Delphi. Konstantin ließ die Stadt am 11. Mai 330 feierlich einweihen, doch waren die umfangreichen Bauarbeiten noch lange nicht beendet.

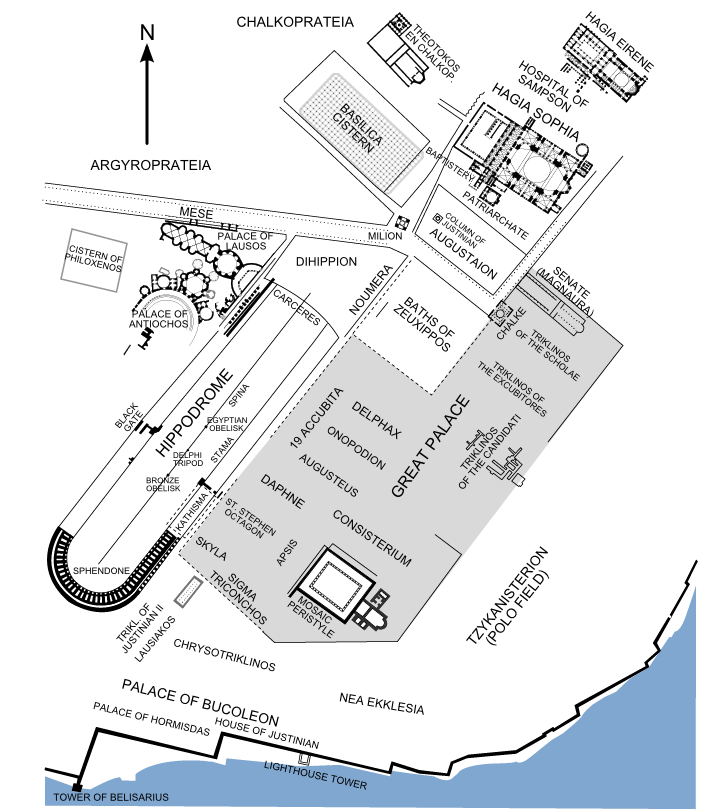
Der spätere kaiserliche Bezirk zwischen Hippodrom und Hagia Irene

Die neue Residenz hatte den großen Vorteil, dass sie im wirtschaftlich wichtigen Osten des Reiches lag. In der nun vergrößerten Stadt wurden Kirchen gebaut, es waren aber auch noch einige Tempel und viele pagane architektonische Elemente vorhanden, die der Stadt ein klassisches Aussehen gaben. Wie das Ausmaß der aufwendigen Planungen zeigt, war sie als Gegenstück zum „alten Rom“ gedacht, wenngleich der Kaiser auch dort Baumaßnahmen durchführen ließ. In Rom hatte Konstantin noch 315 seine Decennalien gefeiert, er ließ dort auch 326 die Vicennalien (sein 20. Regierungsjubiläum), die er zuvor im Osten in Nikomedia begangen hatte, nachfeiern.
Rom war schon seit Jahrzehnten nur noch pro forma Hauptstadt und verlor durch den neuen Regierungssitz immer weiter an Bedeutung, wenn es auch weiterhin ein wichtiges Symbol für die Romidee blieb. Konstantinopel wurde Rom in vieler Hinsicht gleichgestellt, es erhielt etwa einen eigenen, dem römischen jedoch untergeordneten Senat und unterstand nicht der Provinzverwaltung, sondern einem eigenen Prokonsul. Zusätzlich sorgte Konstantin für Anreize, sich in seiner neuen Residenz niederzulassen. Hofrhetorik und Kirchenpolitik erhoben die Stadt dann sogar in den Status eines neuen Roms. Konstantinopel, dessen Stadtgebiet später noch nach Westen erweitert wurde, entwickelte sich zu einer der größten und prächtigsten Städte des Reiches und im 5. Jahrhundert sogar zur Hauptstadt Ostroms.

#### Die Verwandtenmorde von 326
326 befahl Konstantin die Ermordung seines ältesten Sohns Crispus und kurz darauf die seiner eigenen Frau Fausta. Der Hof hat dieses dunkle Kapitel in der Biografie Konstantins gezielt unterdrückt. Eusebios erwähnt die Vorgänge mit keinem Wort, in anderen Quellen wird darüber nur spekuliert.
Der um 360 schreibende Aurelius Victor berichtet nur knapp von der Ermordung des Crispus, die Konstantin aus einem unbekannten Grund befohlen habe. In der Epitome de Caesaribus wird erstmals der Tod des Crispus mit dem Faustas verknüpft: Weil seine Mutter Helena Crispus, den sie sehr schätzte, betrauerte, habe der Kaiser auch seine Ehefrau hinrichten lassen. Von dieser Kernerzählung ausgehend schmückten spätere Autoren die Geschichte aus. So präsentiert im frühen 5. Jahrhundert der arianische Kirchenhistoriker Philostorgios Einzelheiten einer Skandalgeschichte: Fausta soll Crispus sexuell begehrt haben und, als er ihre Avancen ablehnte, aus Rache ihren Mann dazu bewogen haben, den Stiefsohn zu töten. Als Fausta dann bei einer anderen Gelegenheit untreu geworden sei, habe der Kaiser auch sie töten lassen. Dem paganen Geschichtsschreiber Zosimos zufolge wurde Crispus beschuldigt, ein Verhältnis mit Fausta gehabt zu haben. Daraufhin habe Konstantin seinen Sohn ermorden lassen und, als sich seine Mutter Helena darüber bestürzt zeigte, auch Fausta beseitigt, indem er sie im Bad ersticken ließ. Da sich der Kaiser von diesen Taten nicht reinwaschen konnte, sei er Christ geworden, da er annahm, dass im Christentum alle Sünden getilgt werden könnten. Der um 500 schreibende Zosimos (bzw. seine Vorlage Eunapios von Sardes) hatte aber offenbar keine genaueren Informationen über die Vorgänge; so wurde Crispus nicht, wie Zosimos berichtet, in Rom, sondern sehr wahrscheinlich in Pula ermordet. Zosimos nutzte die Gelegenheit, den Kaiser und seine Bevorzugung des Christentums in ungünstigem Licht darzustellen. Er stimmt mit Philostorgios hinsichtlich der Todesumstände Faustas überein, was wohl den wahren Kern beider Berichte darstellt.
Die verworrenen und teils erkennbar tendenziösen Berichte der Quellen gestatten keine zuverlässige Rekonstruktion der Vorgänge, die modernen hypothetischen Erklärungsversuche variieren. Die Skandalgeschichten tragen topische Züge und ihre Glaubwürdigkeit ist sehr fraglich, denn Crispus residierte bis 326 vor allem in Trier und hatte daher schwerlich Kontakt zu Fausta. Die spätantiken Berichterstatter bzw. ihre Quellen können kaum Zugang zu zuverlässigen Informationen über Vorgänge im Palast gehabt haben.
Plausibler als persönliche sind politische Hintergründe. Seit 324 trugen Helena und Fausta den Augusta-Titel. Nach Erringung der Alleinherrschaft konnte sich Konstantin der Absicherung seiner Dynastie zuwenden. Crispus empfahl sich durch mehrere militärische Erfolge. Als möglicher künftiger Herrscher kann er das Opfer einer Intrige rivalisierender Kräfte um Fausta geworden sein; die Aufdeckung der Intrige hätte dann zum Vorgehen gegen Fausta geführt. Denkbar ist auch, dass Crispus ehrgeizig und mit seiner Stellung unzufrieden war und sich daher in einen Machtkampf verwickeln ließ, den er verlor, da Konstantin seine legitimen Kinder für die Nachfolge favorisierte. Nach den Regeln der Tetrarchie, die einst Diokletian eingeführt hatte, hätte ein Kaiser nach zwanzig Jahren eigentlich zurücktreten müssen; es ist denkbar, dass Crispus und seine Unterstützer daher gefordert hatten, dass Konstantin dem Caesar spätestens 327 den Aufstieg zum Augustus ermöglichen solle. Unerklärt bleibt dann aber der Mord an Fausta, der in diesem Fall wohl in einen anderen Zusammenhang gehört. Jedenfalls handelte es sich um dramatische, wahrscheinlich politische Konflikte am Hof, die anschließend vertuscht wurden.

#### Innenpolitik

##### Neuordnung der Verwaltung

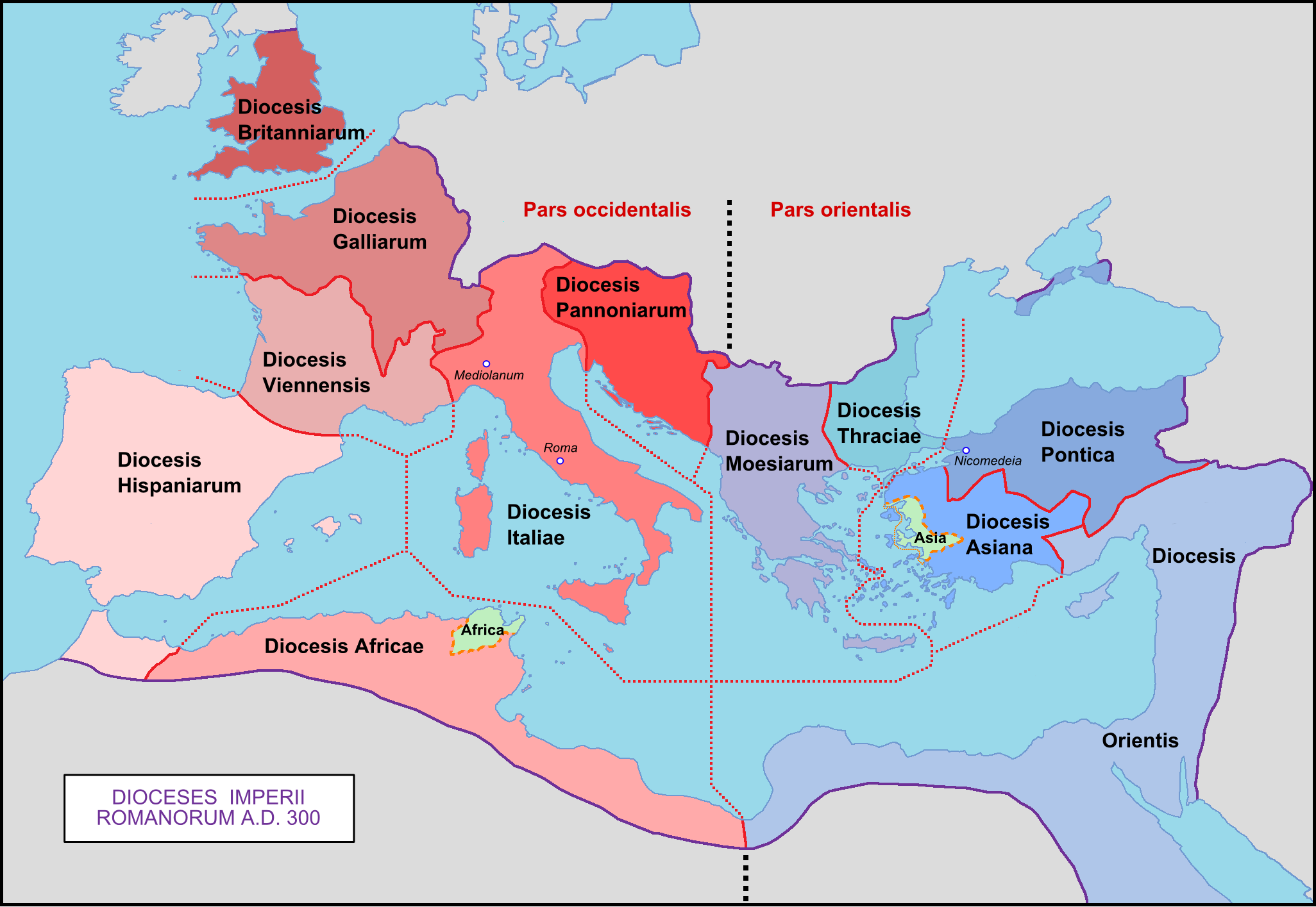
Dioecēsēs im römischen Reich um 300 n. Chr.

Konstantin hielt allgemein an Diokletians innenpolitischem Kurs fest. Er trieb zahlreiche Reformen voran, welche die Grundlagen des spätrömischen Staates schufen. Militärische und zivile Ämter wurden strikt getrennt. Der Kaiser richtete einen Staatsrat (consistorium) und mehrere neue Zivilämter ein. Darunter war das Amt des magister officiorum, des Leiters der Hofverwaltung und der Kanzlei (wohl kurz nach 312 sowohl in Konstantins Herrschaftsbereich als auch im Osten unter Licinius) und das des quaestor sacri palatii, der für Rechtsfragen zuständig war. Dem magister officiorum unterstanden auch die Leibwache und die agentes in rebus, die als kaiserliche Bevollmächtigte in den Provinzen agierten und die Verwaltung überwachten. Für die Einnahmen und Ausgaben des Staates wurde das Amt des comes sacrarum largitionum geschaffen. Große Bedeutung kam den seit 312 rein zivilen Prätorianerpräfekten zu. In der Zeit der konstantinischen Dynastie fungierten sie als enge zivile Berater der Kaiser. Sie hatten aber wohl zunächst eher thematisch und regional begrenzte Amtsbefugnisse. Erst nach dem Tod Konstantins entwickelten sie sich zu Leitern der territorial abgegrenzten zivilen Verwaltungsdistrikte des Reiches mit einem entsprechenden Verwaltungsapparat, der aber nach modernen Maßstäben sehr bescheiden ausgestattet war. Bereits Diokletian hatte Provinzen verkleinert und mehrere Provinzen in Diözesen zusammengefasst, verwaltet von einem Vikar. Konstantin setzte zusätzlich in einigen Diözesen comites ein, deren genaue Zuständigkeiten unklar sind. Insgesamt wurde die Verwaltung zentralisiert, doch wäre es übertrieben, deswegen wie in der älteren Forschung von einem „spätantiken Zwangsstaat“ zu sprechen.

##### Herrschaftsrepräsentation

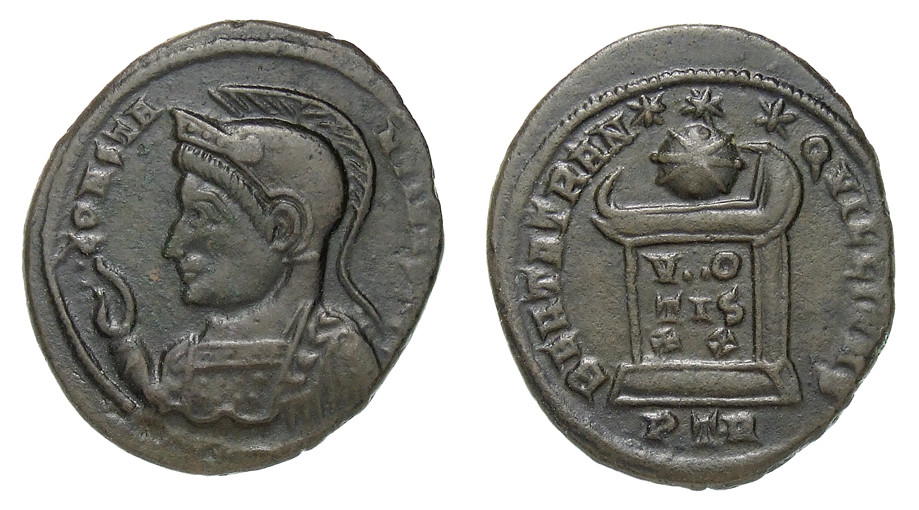
Bronzemünze (Nummus), die anlässlich des 15-jährigen Regierungsjubiläums Konstantins in der Residenzstadt Augusta Treverorum/Trier in den Jahren 321–323 n. Chr. geprägt wurde; auf der Rückseite die Umschrift „beata tranquillitas“ („heitere, glückliche Zeiten“)

Das Kaisertum wurde wie schon unter Diokletian sakral legitimiert, was sich in der Kaisertitulatur und im Hofzeremoniell niederschlug. Das Fundament dafür bildete neben dem herkömmlichen zunehmend auch christliches Gedankengut, so dass schließlich die Idee eines weltlichen Statthalters Gottes aufkam und das Kaisertum zunehmend verchristlicht wurde. Die Vorstellung des „allerchristlichsten Kaisers“ (Imperator Christianissimus) gehörte spätestens unter den Söhnen Konstantins zum Herrschermodell. Explizit christliche Herrschaftssymbole, die später verstärkt herausgestellt wurden, traten vereinzelt bereits unter Konstantin auf. Kennzeichnend für seine Regierungszeit ist eine allgemeine Bezugnahme auf eine höchste Gottheit und wachsende Distanz zu paganer Symbolik, ohne dass die Anhänger traditioneller Kulte unnötig provoziert wurden. Der pagane Beiname Invictus wurde durch den unverfänglicheren Victor ersetzt. Die Bezugnahme auf den paganen Sonnenkult blieb jedoch unter Konstantin noch einige Zeit erhalten (siehe unten). So stellte Konstantin sich auf Münzen und auf der verlorenen Statue der Konstantin-Säule als Repräsentant des Sonnengottes dar, wenngleich die Sol-Prägungen immer seltener wurden und schließlich eingestellt wurden. Die bei Eusebios von Kaisareia fassbare Herrscherideologie reflektierte zwar weitgehend die vom Hof gewünschte öffentliche Selbstdarstellung, interpretierte sie allerdings eventuell unzutreffend eindeutig christlich. Einige traditionelle pagane Herrschaftsvorstellungen wurden christlich umgeformt. Der christliche Kaiser wurde als konstantinisches Herrscherideal propagiert. Betont wurde spätestens seit 310 (Erfindung der Verwandtschaft mit Claudius Gothicus) das dynastische Herrschaftsmodell. Endgültig wurde es 317 nach dem ersten Krieg gegen Licinius und der Ernennung von Crispus und Konstantin II. zu Caesaren unter Konstantin verbindlich. Die Hofhaltung entfaltete sich zunehmend prächtiger, wobei sich wohl hellenistisch-orientalische Einflüsse bemerkbar machten. Konstantin trug etwa kostbare Roben sowie ein prachtvolles Diadem und saß auf einem Thronsessel. Zur Herrschaftsrepräsentation gehörten auch zahlreiche Bauvorhaben im ganzen Reich, vor allem in Rom, Konstantinopel und den Verwaltungssitzen.

##### Baupolitik

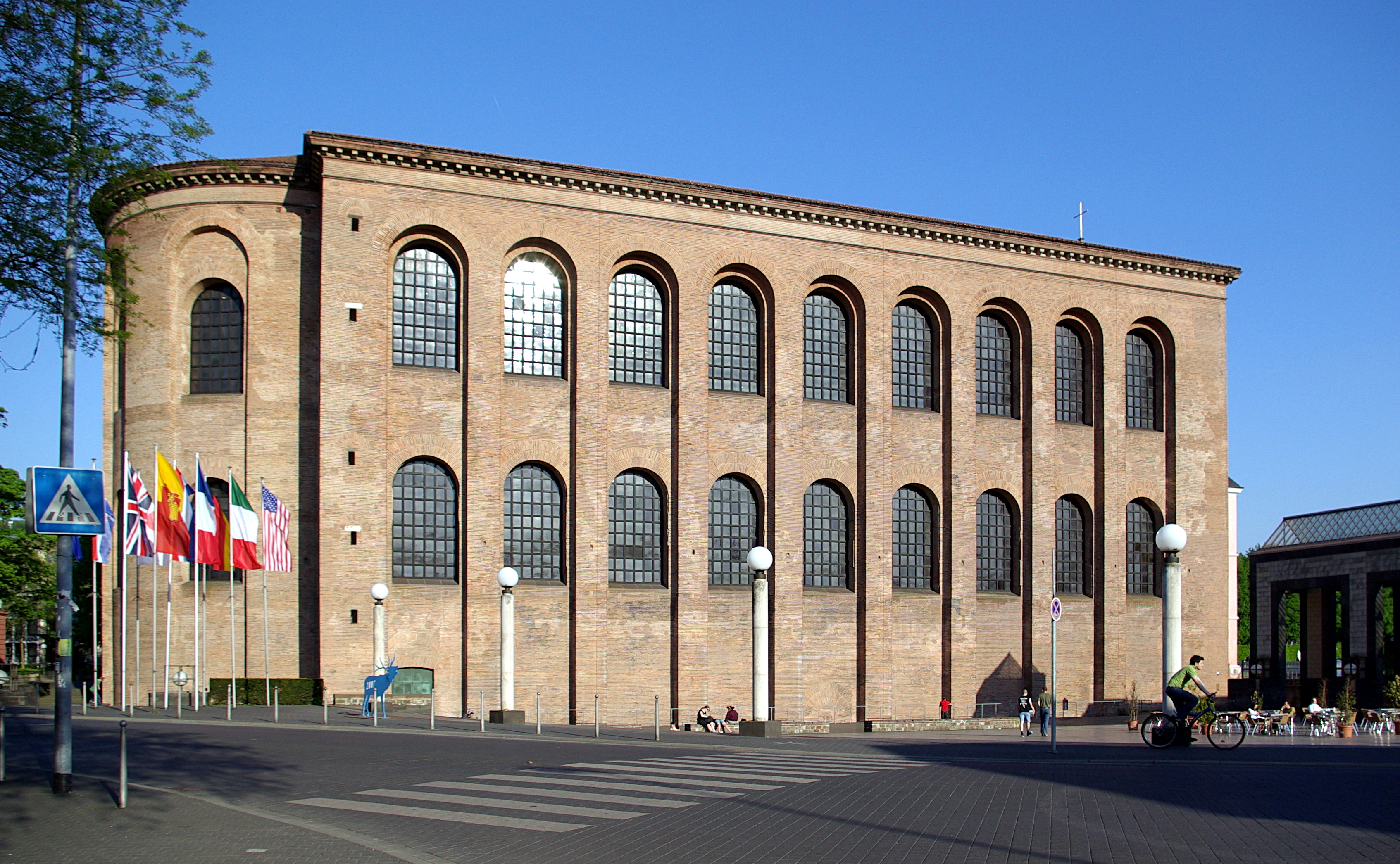
Die heutige Konstantinbasilika in Trier, 305–311 als Empfangssaal der kaiserlichen Residenz erbaut

Zu den zentralen Aufgaben eines römischen Kaisers gehörte die Baupolitik, vor allem im öffentlichen Bereich. Konstantin nutzte die damit verbundenen Gelegenheiten zur Herrschaftsrepräsentation. Ein frühes Beispiel ist die Konstantinbasilika in Trier. Die Empfangshalle gehört zu den wenigen erhaltenen römischen Palastbauten und ist das größte erhaltene Bauwerk aus konstantinischer Zeit nördlich der Alpen. Ebenfalls in Trier begann er mit der Errichtung des Doms. Die Reste einer Wandmalerei fand man bei Ausgrabungen im Dom; sie sind heute im „Museum am Dom“ zu sehen. Ebenso begann Konstantin mit der Errichtung der Kaiserthermen, die allerdings nie in ihrer geplanten Größe vollendet wurden. Der Kaiser leitete auch in Südgallien sowie nach 312 in Italien in mehreren Städten neue Bauprojekte ein, besonders in Rom, wo unter anderem eine Thermenanlage entstand. Vor allem nach der Erringung der Alleinherrschaft trieb Konstantin zahlreiche Bauprojekte voran, von denen das umfangreichste die neue Hauptresidenz Konstantinopel war. Der Kaiser förderte christliche Bauvorhaben massiv, was nicht ohne Wirkung bei der Bevölkerung blieb, unter anderem die Grabeskirche in Jerusalem und die Geburtskirche in Bethlehem. Diese Patronage erstreckte sich auf mehrere Städte in Italien, aber auch in anderen Reichsteilen wie Gallien, Nordafrika und Palästina. In Rom wurde eine Monumentalbasilika auf dem Areal des heutigen Lateran in der Nähe der kaiserlichen Palastanlage und der Vorgängerbau des Petrusdoms erbaut.

##### Gesellschafts- und Wirtschaftspolitik
Zum Senat unterhielt Konstantin recht gute Beziehungen. Er beendete die Marginalisierung dieses Gremiums und verschaffte den Senatoren wieder Zugang zu höheren Ämtern, wenngleich nur in der Zivilverwaltung. Einen zweiten Senat richtete Konstantin in Konstantinopel ein. Der Senatorenstand wurde erheblich erweitert und umfasste bald einen großen Teil der Oberschicht, weshalb unterschiedliche Rangklassen eingerichtet wurden (viri clarissimi, spectabiles und illustres, wovon die letztere die höchste war). Manche Senatoren verlegten ihren Stammsitz in die Provinzen, wo es später zur Bildung einer provinziellen Senatsaristokratie kam (siehe Gallorömischer Senatsadel). Die unteren Ränge der Ritter (equites) hingegen verloren zunehmend an Bedeutung. Ein allgemeines Problem war die hohe finanzielle Belastung der städtischen Eliten, die ehrenamtlich Verwaltungsposten bekleideten (Kurialen). Manche Kurialen versuchten sich dem zu entziehen, etwa durch eine kirchliche Laufbahn, die nun ebenfalls viel Prestige versprach. Konstantin wirkte dieser „Kurialenflucht“ durch seine Gesetzgebung entgegen.
Die Bindung der Bauern an den Boden (Kolonat) wurde seit Diokletian vorangetrieben. Die Kolonen waren immer noch Freie, aber mit eingeschränkter Freizügigkeit. Die gesellschaftliche Mobilität war jedoch in der Spätantike insgesamt sehr hoch; in der Forschung wird sie sogar als die höchste in der gesamten römischen Geschichte angesehen. So ist der neueren Forschung zufolge keine soziale Erstarrung und auch kein wirtschaftlicher Niedergang festzustellen, vielmehr scheint die Produktivität im 4. Jahrhundert gestiegen zu sein. Schwerpunktmäßig war die Wirtschaft immer noch stark agrarisch geprägt, doch profitierten mehrere Provinzen erheblich vom Handel. Die spätrömischen Handelsbeziehungen reichten im Osten nach Persien, in den südarabischen Raum und bis nach Indien (siehe Indienhandel), im Norden bis in die Germania magna. Manche Städte prosperierten und profitierten von der kaiserlichen Baupolitik. Gegen die Inflation, deren Diokletian nicht Herr geworden war, erwies sich Konstantins Münzreform als wirksam, da nun mit dem Solidus eine neue stabile Währung vorhanden war. Damit konnte wohl auch der Gefahr einer zunehmenden Naturalwirtschaft begegnet werden. Im Steuerwesen behielt Konstantin die von Diokletian eingeführte kombinierte Grund- und Kopfsteuer (Capitatio-Iugatio) bei, verlängerte aber den Festsetzungszyklus von fünf auf fünfzehn Jahre. Der Anteil der Sklavenarbeit ging zurück, was etwa an den deutlich steigenden Sklavenpreisen ablesbar ist.

##### Gesetzgebung

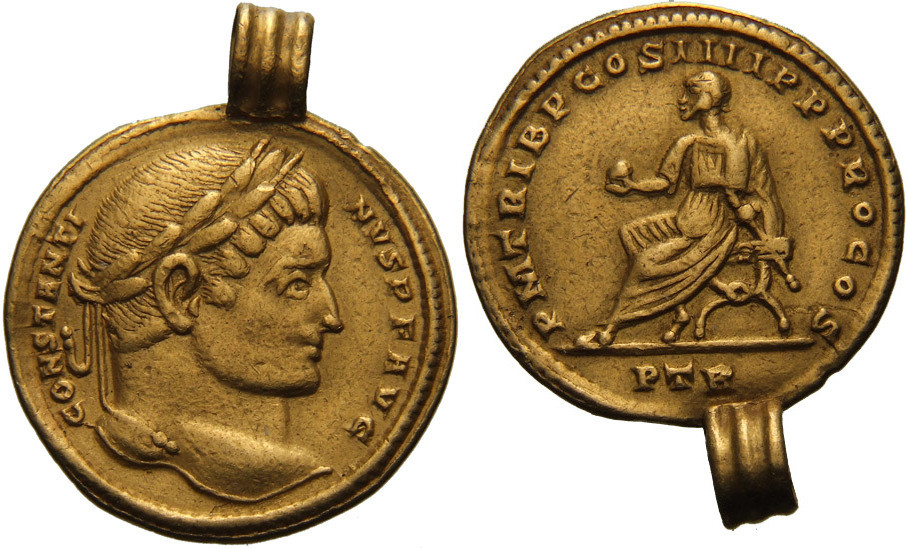
Zum Schmuckstück umgearbeitete Goldmünze (Solidus) Konstantins aus der Prägestätte Trier von 313–315 n. Chr.; auf der Rückseite Darstellung des Kaisers auf dem Kurulischen Stuhl als dem Symbol seiner Rechtsprechung

Konstantin erließ ungewöhnlich viele – in den späteren Rechtskodifikationen nur fragmentarisch erhaltene – Gesetze (insbesondere leges generales), was nicht nur positiv auffiel. Die Gesetze wurden in den kaiserlichen Kanzleien unter Beteiligung der quaestores sacri palatii und unter besonderer Mitwirkung der Vorsteher der Institutionen a libellis und ab epistulis verfasst und standen unter vollständiger Kontrolle des höchsten Amtsaufsehers, des magister officiorum.
Im Gegensatz zum noch konservativ geprägten Diokletian setzte Konstantin auf ein innovatives und progressives Vorgehen bei der Gesetzgebung. Dabei drängte er die klassische Rechtsliteratur hinter die nunmehr kapitale Quelle seiner constitutiones principis ab und übernahm – ohne Beteiligung vermittelnder Juristen – die Deutungshoheit allen Rechts. Zu spätklassischen Juristen bezog Konstantin uneinheitlich Stellung. Einerseits kassierte er 321 beispielsweise alle notae (Anmerkungen, schriftsatzliche Rechtskritiken) von Paulus und Ulpian, soweit sie im Zusammenhang mit den Gutachtensammlungen (responsa) Papinians standen. Andererseits dekretierte er sieben Jahre später eine Paulus untergeschobene Schrift als echt. In der neueren Forschung wird betont, dass der Kaiser keinen direkten Umgang mit Juristen pflegte. Die Delegierung war aber problematisch und förderte auch Unregelmäßigkeiten. Es kam zu zahlreichen Strafverschärfungen: Die Anwendung der Todesstrafe wurde ausgeweitet (auch in Form der Tötung durch wilde Tiere), andere teils sehr brutale Strafen kamen hinzu, darunter das Abhacken von Gliedmaßen bei Korruption oder die Wiedereinführung der alten Strafe des „Säckens“ bei Verwandtschaftsmorden. Auch Kreuzigungen kamen noch vereinzelt vor. Andere Strafen (wie Brandmarkungen) wurden abgemildert. In der Strafgesetzgebung gibt es nur wenige Hinweise auf christliche Einflüsse. Christlichen Forderungen entsprachen hingegen das 331 erlassene Verbot der freien Ehescheidung, die Stärkung der Witwen und Waisen sowie die zusätzlichen Befugnisse für Bischöfe. Außerdem wurde die seit Augustus geltende Strafe für Kinderlose und Unverheiratete aufgehoben, was dem oft zölibatär lebenden Klerus entgegenkam. Verbindungen zwischen freien Frauen und Sklaven wurden geächtet. Ein erheblicher Teil der Neuerungen betraf das Familien- und Erbrecht, wobei vor allem standesrechtliche und finanzielle Aspekte eine Rolle spielten. Das zunehmende Eindringen der Rhetorik in die Gesetzestexte beeinträchtigte deren Klarheit. Betont wurde das monarchische Prinzip.
Konstitutionen der späten Regierungsjahre Konstantins sind in den Constitutiones Sirmondianae untergebracht. Handschriften Konstantins finden sich zu Vorschriften der Emanzipation und zu Änderungen des Kaufrechts in den Fragmenta Vaticana.

#### Militär- und Außenpolitik

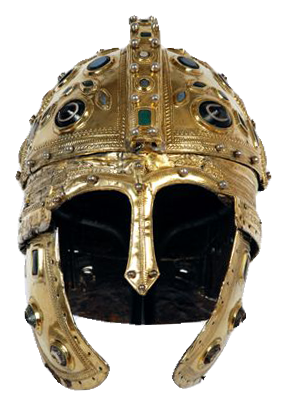
Spätrömischer Kammhelm

Die schon von Diokletian vorangetriebene Heeresreform wurde unter Konstantin weitgehend abgeschlossen. Es gab nun ein Bewegungsheer (Comitatenses) und ein Grenzheer (Limitanei), wobei der Kaiser den Anteil mobiler Verbände deutlich erhöhte. Zwar kritisieren einige pagane Geschichtsschreiber diesen Schritt, doch ermöglichte er eine nachhaltige Stabilisierung der Grenzregionen, da Feinde nach einem Grenzdurchbruch nun leichter abgefangen werden konnten. Die Stärke der einzelnen Legionen wurde immer weiter reduziert (schließlich auf rund 1.000 Mann), dafür wurden zusätzliche Legionen sowie unabhängig operierende Eliteverbände aufgestellt, darunter die sogenannten auxilia palatina. Der Anteil der berittenen Truppenverbände, die man nun vexillationes nannte, nahm zu. Die Umstellung schuf Flexibilität, da Truppen nun ohne zu starke Entblößung der Grenzen rasch verlegt werden konnten. Verstärkte Rekrutierung unter Nicht-Reichsangehörigen (vor allem Germanen) war zur Deckung des Personalbedarfs erforderlich. Manche Geschichtsschreiber wie Ammianus Marcellinus missbilligten diese Entwicklung, doch war die Germanenpolitik Konstantins recht erfolgreich. Das den Kaiser begleitende Hauptheer (comitatus) wurde bei Bedarf durch Gardeverbände ergänzt. Neu aufgestellt wurde die Gardetruppe der scholae palatinae, die später mehrere Einheiten umfasste. Auch die Befehlsstruktur wurde verändert. Im Grenzraum war für die Sicherheit einer Provinz der dux verantwortlich, während die zivile Administration delegiert wurde. Das Kommando über das Bewegungsheer wurde dem neu geschaffenen Heermeisteramt zugewiesen. Es gab einen magister peditum für die Infanterie und einen magister equitum für die Reiterei, doch faktisch kommandierte jeder Heermeister Verbände beider Truppengattungen. Im Rang standen sie über den duces. Nach Konstantins Tod wurde das Feldheer regional aufgeteilt, so dass es mehrere Heermeister in den wichtigsten Grenzregionen gab, vor allem in Gallien und im Osten.

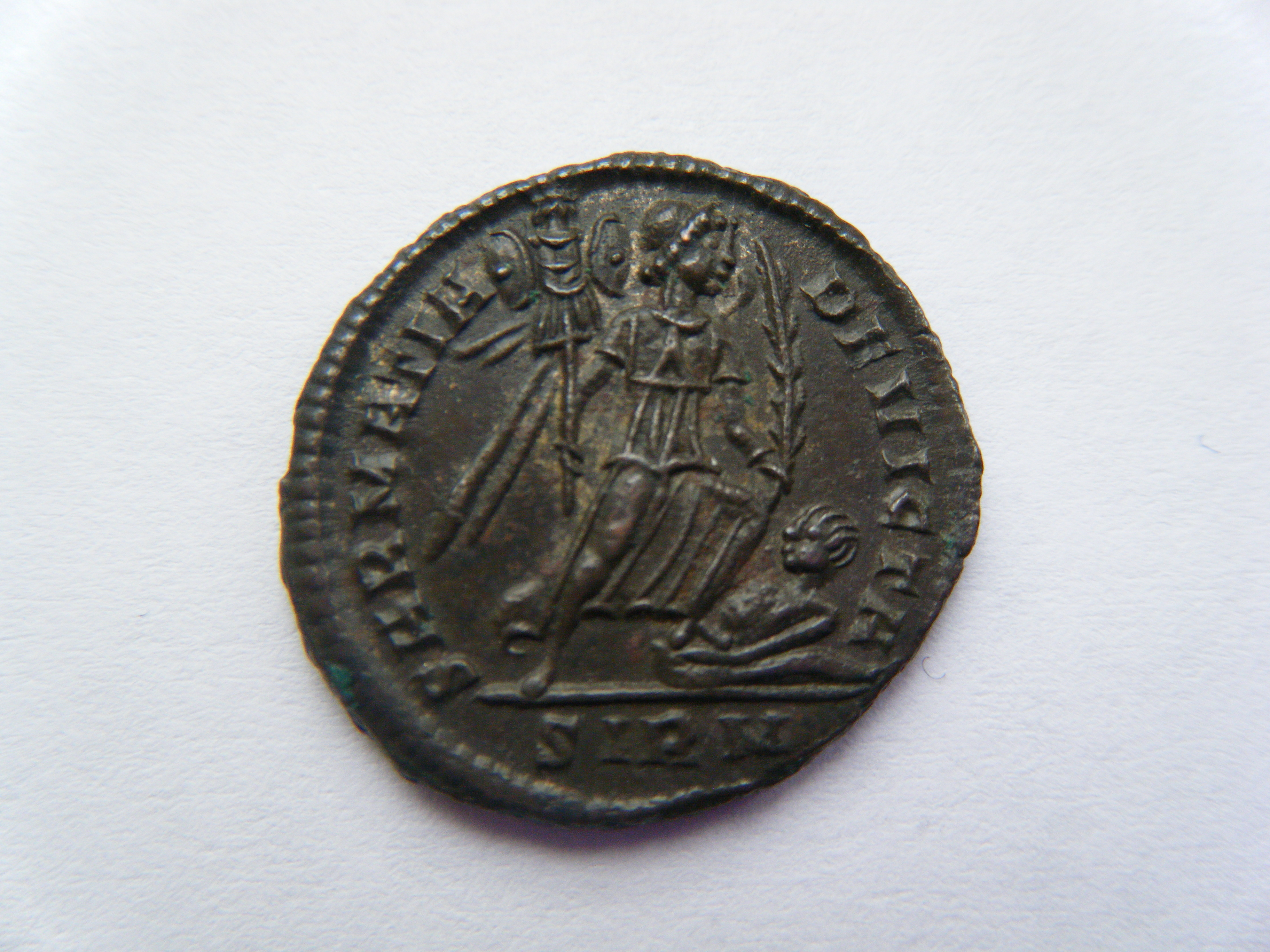
Rückseite einer Bronzemünze Konstantins mit der Siegesumschrift Sarmatia devicta

318/19 ging Konstantins Sohn Crispus erfolgreich gegen die Franken und wohl auch Alamannen am Rhein vor. Münzprägungen aus den Jahren 322 und 323 legen nahe, dass auch in dieser Zeit Feldzüge gegen die Germanen im Rheingebiet unternommen wurden. Die Bürgerkriegsgefahr war gebannt; die Usurpation des Calocaerus auf Zypern 334 war nur ein unbedeutendes lokales Ereignis. Die Rhein- und Donaugrenze war stabilisiert. Den Höhepunkt der Sicherungsmaßnahmen an der Donau stellte der Brückenbau bei Oescus im Jahr 328 dar. Dort wurde ein befestigter Brückenkopf errichtet. Von außen war das Reich bis zum Beginn des Perserkriegs keiner ernsthaften Bedrohung mehr ausgesetzt; es war nun gesichert und militärisch stark wie seit dem 2. Jahrhundert nicht mehr.
328 wurden in Gallien Alamannen zurückgeschlagen. 332 schlug Konstantin die Goten und sicherte durch einen Vertrag (foedus) die Donaugrenze ab. Entgegen älteren Überlegungen war damit aber noch keine Erhebung der Goten zu reichsangehörigen Foederaten verbunden. Vielmehr verpflichtete der Vertrag, der sich an den üblichen Rahmenbedingungen römischer Germanenpolitik orientierte, die Donaugoten nur zur Waffenhilfe und schaltete eine potentielle Bedrohung wirksam aus. 334 gingen römische Truppen erfolgreich gegen die Sarmaten vor.

### Religionspolitik

#### Konstantin und das Christentum

##### Von Sol zu Christus

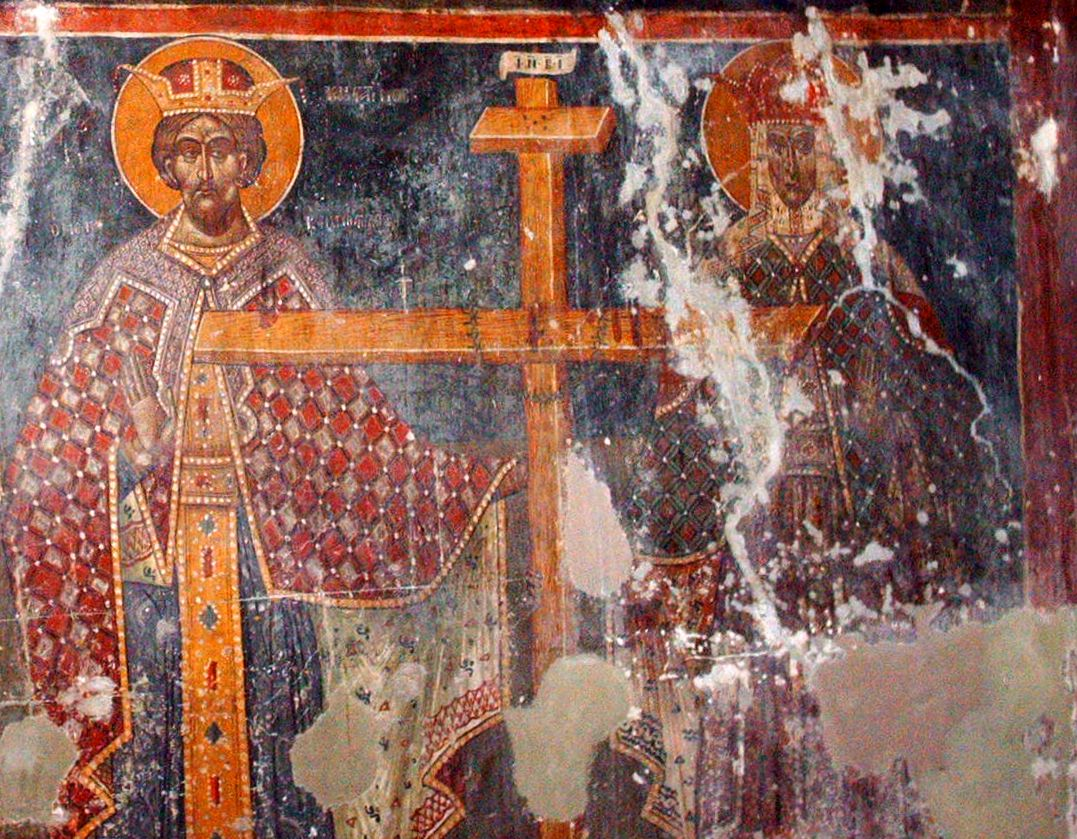
Konstantin mit seiner Mutter Helena und der von ihr entdeckten Reliquie des angeblichen Heiligen Kreuzes (Ikone, 16. Jahrhundert)

Konstantins Religionspolitik, insbesondere sein Verhältnis zum Christentum, wird bis heute in der Forschung kontrovers diskutiert. Die Spezialliteratur dazu hat einen kaum überschaubaren Umfang angenommen, und in kaum einem Punkt herrscht wirklich Einigkeit.
Unklar ist, warum Konstantin das Christentum relativ früh förderte. Bis zu seiner Zeit wurde das Christentum im Römischen Reich zeitweilig geduldet, zeitweilig verfolgt. Es unterschied sich von den paganen (heidnischen) Kulten vor allem durch seinen Monotheismus und seinen Anspruch auf Alleinbesitz einer zur Erlösung führenden religiösen Wahrheit. Im frühen 4. Jahrhundert waren die Christen bereits eine relativ starke Minderheit. Die in den paganen Kulten seit dem 3. Jahrhundert hervortretende Tendenz zum Henotheismus (Konzentration auf eine einzige höchste Gottheit) zeugt von wachsender Empfänglichkeit für monotheistisches Denken. Im östlichen Teil des Reiches waren die Christen zahlreicher als im Westen, in Kleinasien waren manche Städte bereits völlig christianisiert. Die Schätzungen für den Anteil der Christen an der Reichsbevölkerung schwanken stark, maximal 10 % dürften realistisch sein. Dabei ist allerdings zu beachten, dass zu dieser Zeit keineswegs jeder, der den christlichen Gott verehrte, dies exklusiv tat; noch viele Jahrzehnte gab es zahlreiche Menschen, die lediglich unter anderem Christen waren: Nicht jeder, der sich damals als Christ verstand, war dies auch nach späterem Verständnis, das einen strikten, exklusiven Monotheismus fordert. Dies ist auch zu bedenken, wenn man Konstantins Verhältnis zu nichtchristlichen Kulten betrachtet.
Vor der Schlacht an der Milvischen Brücke verehrte der wohl seit seiner Jugend zum Henotheismus neigende Konstantin insbesondere den Sonnengott Sol Invictus. Das Christentum war ihm damals zumindest oberflächlich bekannt. Ab 312 begünstigte er es immer mehr, wobei ihn Bischof Ossius von Córdoba als Berater beeinflusste. Diese neue Richtung in der Religionspolitik des Kaisers wird als konstantinische Wende bezeichnet. Offen bleibt dabei die Frage, inwieweit sich der Kaiser mit dem Glauben identifizierte, zumal die neuere Forschung, wie gesagt, betont, dass im frühen 4. Jahrhundert durchaus noch nicht so eindeutig wie heute definiert war, was unter einem Christen und dem Christentum zu verstehen sei. Wenn Konstantin etwa seinen Sieg von 312 auf göttlichen Beistand zurückführte, bewegte er sich damit durchaus noch in traditionellen Bahnen und wählte lediglich einen anderen Schutzgott als seine Vorgänger. Mehrere Quellen legen zwar schon für diese Zeit eine persönliche Nähe zum Christentum nahe, doch ist die Auswertung der überlieferten Nachrichten wegen des tendenziösen Charakters sowohl der christlichen als auch der paganen Quellen schwierig.
Auch pagane Autoren wie Eunapios von Sardes stellen nicht in Abrede, dass Konstantin sich zum Christengott bekannte. Eusebios von Kaisareia zeichnet in seiner Lebensbeschreibung Konstantins das Bild eines überzeugten Christen, das sicherlich auch auf der Selbstinszenierung des Kaisers basiert. Auf dem Konstantinsbogen, der Konstantins Sieg an der Milvischen Brücke feiert, kommen von den sonst üblichen paganen Motiven nur die Siegesgöttin Victoria und der Sonnengott vor; eindeutig christliche Symbole fehlen. Dies lässt sich unterschiedlich interpretieren. Konstantin mag den Sieg einer obersten Gottheit (dem summus deus) zugeschrieben haben, die er nicht unbedingt und ausschließlich mit dem Christengott gleichsetzte. Möglich ist aber auch, dass er aus Rücksicht auf die pagane Mehrheit im Westen auf christliche Motive verzichtete. Vermutlich spielten pagane Elemente in Konstantins religiösem Denken damals noch eine Rolle; diese Phase wird daher auch als „Heiden-Christentum“ bezeichnet. Die Sonnenmotive am Triumphbogen lassen sich aber auch christlich deuten; es ist anzunehmen, dass eine Mehrdeutigkeit religionspolitisch erwünscht und daher beabsichtigt war.
Sol-Münzen wurden anscheinend ab 317 nur noch selten geprägt, auch pagane Inschriften auf Münzen verschwinden in dieser Zeit. Um 319 wurde die Prägung von Münzen mit paganen Motiven eingestellt. Die letzte bekannte Sonderprägung mit einer Darstellung Sols erfolgte 324/25, sie hängt wahrscheinlich mit dem Sieg über Licinius zusammen. Das Sol-Motiv verschwand aber nicht restlos, denn Konstantin wurde auch weiterhin in Anlehnung an Helios dargestellt. So wie Christus in der Spätantike als „die wahre Sonne“ galt, so konnte auch Konstantin an die Symbolik der Helios-Verehrung anknüpfen. Den paganen Beinamen Invictus legte er 324 demonstrativ ab. 321 erklärte Konstantin den dies solis („Sonnentag“) zum Feier- und Ruhetag; er verfügte die Schließung der Gerichte am verehrungswürdigen „Tag der Sonne“. Zuvor hatte der Sonntag zwar für Christen wie für Pagane bereits eine Bedeutung gehabt, aber nicht als Ruhetag gegolten. In der neueren Forschung wird der christliche Aspekt dieser Maßnahme Konstantins betont.
„Solarer Monotheismus“ und christlicher Glaube galten zu Konstantins Zeit in manchen Kreisen als einander nahestehende religiöse Richtungen. Keine Selbstaussage Konstantins deutet auf ein einzelnes Bekehrungserlebnis hin, doch ist es gut möglich, dass er sich bereits frühzeitig als Christ gefühlt hat. Die Quellenlage gestattet kaum definitive Aussagen darüber, was Konstantin unter „seinem Gott“ verstand. Anfangs mag es sich um eine Vermischung verschiedener Traditionen und Lehren (Synkretismus), darunter auch neuplatonische Elemente, gehandelt haben. Es gibt aber auch eine Forschungsrichtung, der zufolge Konstantin schon 312 im eigentlichen Sinne Christ war. Konstantins „Weg zum Christentum“ war wohl ein Prozess, bei dem er über den Sonnengott nach einer Zeit des „Schwebezustands“ schließlich zum christlichen Glauben gelangte.

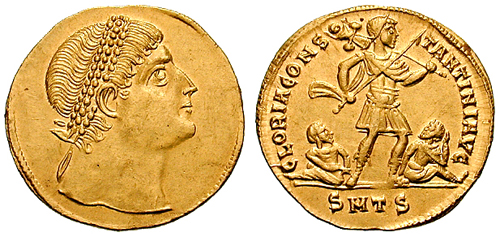
Goldmultiplum Konstantins des Großen

Nach Ansicht der meisten Forscher war Konstantins christliches Bekenntnis zumindest ab einem bestimmten Zeitpunkt ernst gemeint, unabhängig von den offenen Deutungsfragen habe es seiner persönlichen Überzeugung entsprochen. Sicher ist, dass er nach 312 die paganen Kulte nicht mehr förderte und pagane Motive zunehmend vermied. Bereits im Panegyricus von 313 wurde auf die Erwähnung einer paganen Gottheit verzichtet. Die Mailänder Vereinbarung von 313 privilegierte das Christentum zwar noch nicht, doch förderte Konstantin fortan die christliche Kirche aktiv – zunächst im Westen, später im Gesamtreich –, auch indem er die Stellung der Bischöfe stärkte. Bereits für den Zeitraum 312/14 finden sich christliche Selbstzeugnisse des Kaisers. Aus dem Jahr 315 stammt das sogenannte Silbermedaillon von Ticinum mit dem Christusmonogramm sowie möglicherweise ein Kreuzzepter (bei dem es sich allerdings auch um eine Lanze handeln könnte). Hinzu kam die frühe Förderung des Baus der Lateran-Basilika. Nach Erringung der Alleinherrschaft gab Konstantin deutlicher als zuvor seine Bevorzugung des Christengottes zu erkennen. Seine Zuwendungen an die Kirche sollten teils auch zur Erfüllung der wachsenden karitativen Aufgaben der christlichen Gemeinden beitragen. Eine entscheidende Weichenstellung war, dass Konstantin seine Söhne im christlichen Glauben erziehen ließ. Zunehmend wurden Christen mit wichtigen Ämtern betraut.
Spätestens nach der Erringung der Alleinherrschaft 324 bekannte sich der Kaiser offen zum Christentum; genauer gesagt: Er präsentierte sich als Anhänger und Begünstigter des christlichen Gottes. Wahrscheinlich betrachtete er den Christengott als den Garanten militärischen Erfolgs und allgemeinen Wohlergehens. Konstantin konnte sich nun durch seine Förderung der Kirche auf eine solide Organisationsstruktur stützen, die sich teils parallel zu den nach heutigen Maßstäben eher schwach ausgestalteten staatlichen Verwaltungsstrukturen entwickelt hatte. Zudem ermöglichte das Christentum, dessen Repräsentanten auch philosophisch argumentierten und damit gebildete Kreise ansprechen konnten, dem Herrscher eine religiöse Untermauerung seines Machtanspruchs: Die Alleinherrschaft war in Rom seit ihrer Begründung durch Augustus stets hinterfragbar und prekär gewesen; der christliche Monotheismus bot mit seiner bereits früh formulierten Position, wie im Himmel, so solle auch auf Erden nur einer alleine herrschen, eine neue Basis für die monarchische Herrschaftslegitimation. Diese gezielte Verflechtung von Herrschaft und Religion wird teils als „imperialer Monotheismus“ bezeichnet. Schließlich ließ sich Konstantin sogar als Isapostolos („den Aposteln gleich“) bezeichnen. Sein sakrales Kaisertum war aber nicht mit dem expliziten Anspruch verbunden, dass der Herrscher über dem Recht stehe. Seine Nachfolger schritten auf diesem Weg zum Gottesgnadentum weiter.

##### Der Kaiser als Schlichter: Donatistenstreit und arianischer Streit
Für Konstantin ergaben sich im Zusammenhang mit seiner neuen Religionspolitik einige Schwierigkeiten: Bereits 313 war der Kaiser mit den Problemen der Kirche in Africa konfrontiert worden, wo sich die Donatisten von der orthodoxen Kirche abgespalten hatten. Hintergrund war die vorausgegangene Verbrennung christlicher Bücher während der diokletianischen Christenverfolgung. Einige Kleriker hatten christliche Schriften und Kultgegenstände ausgeliefert, um der Todesstrafe zu entgehen. Die Frage war nun, wie mit diesen sogenannten Traditoren umgegangen werden sollte. Kurz nachdem in Karthago Caecilianus zum Bischof geweiht worden war, traten afrikanische Bischöfe zusammen und erklärten die Weihe für ungültig, da an ihr ein angeblicher Traditor namens Felix beteiligt gewesen war. Stattdessen wurde als neuer Bischof von Karthago Maiorinus gewählt, dessen Nachfolger 313 Donatus wurde. Allerdings unterstützten zahlreiche Bischöfe außerhalb Africas Caecilianus und vor Ort kam es zu einer Kirchenspaltung. Die sogenannten Donatisten beharrten darauf, dass die Traditoren Verräter an der Kirche und ihre Weihen sowie Sakramente ungültig seien. Als nun 312 verfügt wurde, dass die während der diokletianischen Verfolgung beschlagnahmten Güter den Kirchen zurückzuerstatten seien, eskalierte der Streit: Welche Gruppe repräsentierte die „richtige“ Kirche Karthagos und hatte daher Anspruch auf Geld und Privilegien?
Verschiedene Einzelfragen des Donatistenstreits, darunter die genaue Zielrichtung der Donatisten, sind wegen der unbefriedigenden Quellenlage in der Forschung umstritten. Jedenfalls griff Konstantin als Schutzherr des Christentums und Bewahrer des inneren Friedens ein. Er lud bereits 314 mehrere Bischöfe nach Arles zu einer Beratung über strittige Fragen ein. Das Konzil beschloss im Anschluss an die Entscheidungen, die Jahrzehnte zuvor im Ketzertaufstreit getroffen worden waren, dass eine Priesterweihe unabhängig von der persönlichen Würdigkeit des Weihenden, und sei er auch ein Traditor, gültig sei, und entschied den Konflikt damit zugunsten Caecilians. Die Streitigkeiten in Nordafrika waren damit aber keineswegs beendet. 321 erklärte Konstantin im Vorfeld des Endkampfs mit Licinius die Duldung der Donatisten, doch schon bald ging er gegen sie vor, um eine Beendigung des Konflikts zu erzwingen, allerdings ohne Erfolg. Die Donatisten behaupteten sich noch lange Zeit in Nordafrika und stellten wohl zeitweise sogar die Mehrheit der nordafrikanischen Christen.
Wahrscheinlich erkannte Konstantin nicht immer die volle Tragweite der komplexen theologischen Auseinandersetzungen und Entscheidungen, die auch seinen Nachfolgern viele Probleme bereiten sollten. Das Konfliktpotential, das den dogmatischen Streitigkeiten innewohnte, unterschätzte er. Vielmehr scheint er den religiösen Aspekt seines Kaisertums nach einem einfachen herkömmlichen Muster aufgefasst zu haben, wobei dem Christengott die Funktion des persönlichen Schutzgottes des Herrschers zufiel, die früher Iuppiter oder der Sonnengott ausgefüllt hatte. Allerdings sind Konstantins theologische Kenntnisse auch nicht allzu niedrig zu veranschlagen; im Donatistenstreit war er zunächst wohl schlecht unterrichtet, doch später eignete er sich offenbar einige Sachkenntnis an. Sein Vorgehen in dieser schwierigen Auseinandersetzung, in der sich theologische mit politischen Motiven vermischten, zeigt sein – wenn auch letztlich vergebliches – Bemühen um eine tragfähige Lösung.
Auch den zweiten großen innerchristlichen Konflikt seiner Zeit, den sogenannten Arianischen Streit, versuchte Konstantin beizulegen. Diese Auseinandersetzung belastete seine Religionspolitik noch schwerer als der Donatistenstreit, da sie die reichsten und wichtigsten Provinzen des Reiches ergriff.
Arius, ein Presbyter aus Alexandria, hatte erklärt, dass es eine Zeit gegeben habe, in der Jesus nicht existiert habe; folglich konnten Gott-Vater und Sohn nicht wesensgleich sein. Diese Frage zielte auf einen Kernpunkt des christlichen Glaubens, die Frage nach dem „wahren Wesen Christi“, und wurde keineswegs nur von Theologen diskutiert. Vielmehr ergriff der Streit in der Folgezeit breitere Bevölkerungsschichten und wurde teils sehr verbissen geführt; in Alexandria stellte sich vor allem Alexander von Alexandria gegen Arius. Allerdings ist die Quellenüberlieferung bezüglich vieler damit verbundener Fragen problematisch und teils sehr tendenziös: So sind weder die Schriften des gelehrten Theologen Arius noch die späteren Konzilsakten von 325 erhalten geblieben. Erschwerend kommt hinzu, dass der oft gebrauchte Sammelbegriff „Arianismus“ bzw. „Arianer“ sehr unscharf ist, da darunter teils äußerst unterschiedliche theologische Überlegungen verstanden wurden.
Nach Erringung der Alleinherrschaft sah sich der Kaiser gezwungen, sich mit dem Konflikt um Arius und mit seinen Ansichten auseinanderzusetzen, denn der zunächst lokal begrenzte Konflikt in Ägypten hatte sich rasch ausgeweitet und wurde im Osten des Reiches lebhaft diskutiert. Mehrere einflussreiche Bischöfe traten für Arius ein, darunter auch der Kirchengeschichtsschreiber Eusebios von Kaisareia. Im Auftrag des Kaisers sollte der bereits erwähnte Ossius die Lage sichten und eine Einigung erzielen, doch ist seine genaue Rolle während der Synode von Nikomedia umstritten. Diese Synode, auf der der zuvor exkommunizierte Arius wieder in die Kirche aufgenommen wurde, erreichte aber ohnehin keine tragfähige Lösung.
Das Eingreifen Konstantins im Streit mit Donatisten und Arianern ist ein deutliches Zeichen für dessen neues Selbstverständnis, eine Art von Schutzfunktion über die Kirche auszuüben und dementsprechend als Schlichter bei innerchristlichen Streitigkeiten aufzutreten. Nachdem das Reich nach 324 wieder politisch geeint war, sollte nun auch die religiöse Einheit der von Konstantin favorisierten Religion sichergestellt werden. Konstantin machte Gebrauch von seiner neuen kaiserlichen Synodalgewalt und berief 325 ein allgemeines Konzil in die Stadt Nicäa (Nikaia) ein.

##### Das Konzil von Nicäa und seine Folgen
Das Konzil von Nicäa, das im Mai 325 zusammentrat, war das erste ökumenische Konzil. Anwesend waren über 200 Bischöfe, vor allem aus dem griechischsprachigen Osten. Sie befassten sich – nach Ansicht mehrerer Forscher unter dem Vorsitz Konstantins – vor allem mit dem arianischen Streit. Daneben ging es unter anderem auch um die Festsetzung des Ostertermins, der sich zu einem Osterfeststreit ausgeweitet hatte. Die Mehrheit der Konzilsteilnehmer scheint extremen Positionen abgeneigt gewesen zu sein. Am Ende wurde das sogenannte Bekenntnis von Nicäa verabschiedet, dem zufolge der Logos Jesu aus dem Wesen Gottvaters entstanden ist und nicht, wie Arius meinte, aus dem Nichts. Er sei „wahrer Gott vom wahren Gott“, gezeugt, nicht geschaffen. Die zentrale Glaubensformel für die Natur Christi lautete nun homoousios. Dies bedeutet „wesenseins“ oder „wesensgleich“; die Unschärfe dieser Formel hatte wohl den Zweck, einen Konsens zu ermöglichen. Die Mehrheit der Bischöfe entschied sich gegen die Lehre des Arius, rehabilitierte aber manche seiner Anhänger. Arius selbst, der die Unterschrift verweigerte, wurde exkommuniziert und verbannt. Da die Beschlüsse mehrdeutig waren, wurden bald Nachverhandlungen zur Klärung strittiger Punkte erforderlich.
Arius wurde 327/28 rehabilitiert. Ob er 333 erneut verurteilt wurde, ist in der neueren Forschung umstritten. Konstantin agierte in der komplizierten Lage flexibel und vermied es, sich genau festzulegen. In dieser Auseinandersetzung kam es zu zahlreichen Intrigen und Verleumdungen auf beiden Seiten. Schließlich änderte der Kaiser seine Position, wobei ihn der arianische Bischof Eusebios von Nikomedia beeinflusste. Arius hatte dem Kaiser ein Bekenntnis vorgelegt, in dem er die in Nicäa verurteilten Aussagen vermied. Nun gerieten seine Gegner in die Defensive; mehrere von ihnen, darunter ihr prominenter Wortführer Athanasios, der Bischof von Alexandria, wurden verbannt. Damit schien die arianische Seite im Vorteil zu sein, doch starben Arius und Konstantin kurz darauf (336 bzw. 337). Der arianische Streit dauerte fort, bis am Ende des 4. Jahrhunderts die Arianer endgültig unterlagen.

#### Konstantin und die traditionellen Kulte

Darstellung des Sol Invictus auf dem Konstantinsbogen

Die konstantinische Wende hatte Konsequenzen für das Verhältnis Konstantins zu den traditionellen paganen Kulten, die keineswegs eine Einheit darstellten, sondern äußerst heterogen waren. Als Pontifex maximus war der Kaiser weiterhin für die bisherige römische Staatsreligion verantwortlich und die Mehrheit der Reichsbevölkerung war noch pagan. Konstantins Protektion der Christen löste zahlreiche Bekehrungen bei Hofe aus. Dennoch sind kaum Anzeichen dafür erkennbar, dass der Kaiser plante, die traditionellen Kulte zu benachteiligen oder gar zu verbieten; die gegenteiligen Behauptungen bei Eusebios sind von zweifelhafter Glaubwürdigkeit. Eusebios berichtet zwar von einem generellen Verbot paganer Opferdienste im Jahr 324 und später bezog sich Constantius II. auf ein einschlägiges Gesetz seines Vaters, doch ist der Wahrheitsgehalt dieser Angaben sehr umstritten. In der sonstigen Überlieferung findet sich kein Hinweis darauf und der pagane Redner Libanios hält ausdrücklich fest, dass Konstantin zwar Güter konfisziert, Kulthandlungen aber nicht eingeschränkt habe. Mehrere moderne Forscher lehnen die Aussage des Eusebios denn auch ab. Offenbar übertrieb Eusebios in seiner Darstellung der Maßnahmen Konstantins, um die christliche Stilisierung des Kaisers zu verstärken. Möglicherweise hat Konstantin nur blutige Opfer, die er offenbar ablehnte, im staatlichen Bereich verboten.
Während die großen Kulte (vor allem der Mithras- und Sonnenkult), die im Heer und in der Reichsverwaltung weiterhin zahlreiche Anhänger hatten, unbehelligt blieben, ging Konstantin mit staatlicher Gewalt vereinzelt gegen pagane Einrichtungen vor und ließ einige wenige Tempel schließen oder gar abreißen. Die Hintergründe dafür erfordern eine differenzierte Betrachtung. Die wenigen belegten Vorfälle betreffen den Asklepiostempel in Aigeai sowie in erster Linie den mit Tempelprostitution verbundenen Aphroditekult, so in Aphaka in Phönizien und in Heliopolis. Für Christen mochte die Schließung dieser Tempel eine antipagane Haltung des Kaisers belegen, doch ist zu beachten, dass der Aphroditekult auch für viele Pagane anstößig war und die Schließung anscheinend auf keinen Widerstand stieß. Den einzigen belegten Fall eines Vorgehens Konstantins gegen pagane Kulteinrichtungen zugunsten der Christen stellt die Überbauung einer paganen Kultstätte bei der Errichtung der Grabeskirche in Jerusalem dar.
Konstantin ging zwar teilweise recht rigoros gegen christliche Häretiker vor, gefährdeten diese doch die Einheit der von ihm favorisierten und privilegierten Religion, die pagane Kultausübung hingegen blieb weitgehend ungestört. So konnten pagane Opfer in der Regel auch weiterhin durchgeführt werden. Allerdings wurden beispielsweise private Haruspizien und bestimmte als magisch verstandene Rituale verboten. Konstantin gestattete noch 334/35 der Stadt Hispellum in Umbrien, ganz in der Tradition früherer Kaiser, einen dem Kaiserhaus gewidmeten Tempel zu errichten. Er legte aber Wert auf bestimmte Einschränkungen der kultischen Verehrung; so durften keine Götteropfer zu seinen Ehren stattfinden. Obwohl Konstantinopel als christliche Stadt geplant war, erlaubte er dort den Bau paganer Kultgebäude. Von einer Diskriminierung paganer Beamter aufgrund ihres Glaubens ist nichts überliefert. Im staatlichen Bereich wurden die paganen Elemente allerdings möglichst reduziert: So ließ der Kaiser zunehmend Bildnisse von sich entfernen, verbot Opfer bei hoheitlichen Akten und schaffte möglicherweise sogar in der Armee, in der das Sonnentagsgebet eingeführt wurde, die Opferpraxis ab, wohl um so vermehrt Christen für den Militärdienst zu gewinnen. Die Erhebung des Sonnentags zum gesetzlichen Feiertag 321 zeigt womöglich auch eine Gratwanderung des Kaisers, der sowohl den Christen als auch den Paganen noch als einer der ihren erscheinen wollte.
Allgemein lässt sich festhalten, dass Konstantin das Christentum förderte, ohne dabei konfrontativ gegen andere Religionen vorzugehen oder diese zu unterdrücken. Erkennbar ist eine spätestens seit 324 distanzierte, teils auch kritische Haltung gegenüber den paganen Kulten. Anders als der bei Eusebios beschriebene Konstantin war der historische Kaiser wohl ein stark nach politischen Zweckmäßigkeitserwägungen handelnder Politiker. Dennoch hat die von ihm initiierte Privilegierung des Christentums die paganen Kulte hart getroffen. Zuvor hatten sie sich keineswegs in einem Niedergang befunden, allerdings war der Trend immer mehr zum Henotheismus oder zu einem „paganen Monotheismus“ gegangen.

#### Judentum
Das Judentum behielt unter Konstantin die Privilegien, die es seit Beginn der Kaiserzeit genoss. Konstantins Politik gegenüber den Juden war recht differenziert. Er hat angeblich einen neuen Tempelbau in Jerusalem verhindert. Sicher ist, dass er zum Christentum konvertierte Juden gesetzlich vor Repressalien durch ihre jüdischen Mitbürger schützte und verbot, dass nichtjüdische Sklaven von ihren jüdischen Besitzern beschnitten wurden. Konversionen zum Judentum wurden erschwert. Andererseits durften Juden nun anscheinend in die städtischen Kurien eintreten (wie ein kaiserliches Dekret aus dem Jahr 321 belegt). Mehrere jüdische Geistliche wurden sogar von Dienstpflichten entbunden.

### Vorbereitung eines Perserkriegs und Tod des Kaisers

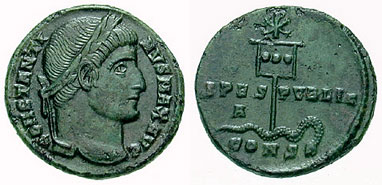
Münze Konstantins (Prägung 337)

Konstantin die Hand Gottes entgegennehmend.

Konstantin verschleiert als Divus

In der Spätantike war das neupersische Sāsānidenreich der große Rivale Roms im Osten. Zuletzt war es unter Diokletian zu schweren Kämpfen gekommen, die erst im Frieden von Nisibis 298/299 vorerst beigelegt werden konnten (siehe Römisch-Persische Kriege). Die konstantinische Wende wirkte sich auch auf das Verhältnis zwischen den beiden Großmächten aus, vor allem im stets umstrittenen Kaukasusraum. Diese Region war zunehmend unter christlichen Einfluss geraten, wovon sich der persische König Schapur II. offenbar bedroht fühlte, da er nun mit einer Parteinahme seiner christlichen Untertanen für Rom rechnen musste. Schapur marschierte 336 in Armenien ein, vertrieb den christlichen König Trdat III. und setzte seinen eigenen Bruder Narseh als neuen Herrscher ein. Konstantin sandte seinen Sohn Constantius nach Antiochia und seinen Neffen Hannibalianus nach Kleinasien und bereitete für das Jahr 337 einen großen Perserfeldzug vor.
Unklar ist, was Konstantin für den Fall eines Sieges plante. Hannibalianus sollte wohl als rex regum et Ponticarum gentium Klientelkönig von Armenien werden. Vielleicht beabsichtigte Konstantin sogar das ganze Perserreich zu erobern und es zu einem römischen Klientelstaat zu machen. Der Krieg diente vorgeblich zum Schutz der Christen in Persien. Möglicherweise spielte in Konstantins Denken aber auch die Alexander-Imitatio eine Rolle. Jedenfalls erforderte der persische Vorstoß eine Antwort. Ammianus Marcellinus gibt als Kriegsgrund die sogenannten „Lügen des Metrodoros“ an. Dieser unglaubhaften Episode zufolge kam ein aus Persien stammender Philosoph namens Metrodoros, der längere Zeit in Indien gelebt hatte, mit wertvollen Geschenken indischer Fürsten zu Konstantin. Er behauptete, die Perser hätten ihm mehrere Geschenke abgenommen. Als Schapur die Geschenke nicht herausgab, rüstete Konstantin zum Krieg.
Mitten in den Kriegsvorbereitungen erkrankte der Kaiser und starb bald darauf am Pfingstfest 337 bei Nikomedia. Auf dem Totenbett wurde er vom „arianischen“ Bischof Eusebios von Nikomedeia getauft. Eine späte Taufe war nicht unüblich; sie hatte den Vorteil, dass man so möglichst sündenfrei sterben konnte. Nach seinem Tod wurde Konstantin im Sinne der römischen Tradition – und wie mehrere explizit christliche Kaiser nach ihm – zum divus erhoben. Nach seiner Divinisierung wurden Münzen geprägt, die auf der Vorderseite sein verschleiertes Porträt zeigen. Ein verschleiertes Porträt war neben der Bezeichnung DIVVS seit Jahrhunderten das auffälligste Merkmal für einen nach seinem Tod divinisierten Kaiser. Auf der Rückseite wird Konstantin die Hand Gottes entgegen gereicht. Diese Münzen nehmen damit auf der einen Seite noch auf traditionell polytheistische Göttervorstellungen Bezug, während sie auf der Rückseite mit der dem Kaiser deutlich übergeordneten Hand Gottes (manus dei) bereits christliche Symbolik übernehmen.
Seine drei Söhne Konstantin II., Constantius II. und Constans hatte Konstantin schon früh zu Caesaren ernannt. Diesen Titel erhielt 335 auch sein Neffe Dalmatius. Vielleicht hatte Konstantin für seine Nachfolge eine dynastische Viererherrschaft favorisiert, in der Konstantin II. und Constantius II. als Seniorkaiser fungiert hätten. Nach seinem Tod kam es jedoch zu einem Blutbad in der Familie und zu einem Bruderkrieg unter seinen Söhnen (siehe Morde nach dem Tod Konstantins des Großen). Constantius II., der im Osten Konstantins Nachfolge antrat, übernahm die Abwehr der Perser.

## Nachwirkung

### Spätantike Urteile
Konstantin zählt zu den bedeutendsten, aber auch umstrittensten Personen der Geschichte. Bereits in der Spätantike variierte die Beurteilung seiner Person und seiner Politik ganz erheblich, was großenteils vom religiösen Standpunkt des jeweiligen Betrachters abhing. Für die Christen war die Herrschaft Konstantins ein entscheidender Wendepunkt, sie waren dem Kaiser daher überaus dankbar. Lactantius brachte in seinem Werk De mortibus persecutorum (um 315) noch eher allgemein und durchaus mit antipaganer Polemik verknüpft seine Freude über das Ende der Christenverfolgung zum Ausdruck. Die Erhebung Konstantins zum Kaiser führte er direkt auf das Walten Gottes zurück. Der etwas später schreibende Eusebios von Kaisareia lobte in seiner Kirchengeschichte sowie vor allem in seiner Lebensbeschreibung Konstantins den Kaiser explizit und überschwänglich. Er beschrieb ihn als überzeugten Christen, der durch die „Vision“ vor der Schlacht an der Milvischen Brücke eine dramatische Bekehrung erlebte. Das von Eusebios vermittelte tendenziöse und überzeichnete Konstantinbild war sehr wirkungsmächtig, zumal es den Kaiser zum idealen christlichen Herrscher stilisiert. Das Werk vermittelt aber auch wichtige Informationen, ohne die keine Geschichte Konstantins geschrieben werden könnte.
Die allgemein positive christliche Einschätzung setzte sich in den diversen spätantiken Kirchengeschichten fort, so bei Sokrates Scholastikos, Sozomenos und Theodoret, später auch etwa bei Gelasios von Kyzikos. Sie griffen das von Eusebios vermittelte Bild auf und schilderten Konstantin als frommen christlichen Herrscher. Dieses Konstantinbild wirkte auch in der byzantinischen Geschichtsschreibung stark nach. Nur vereinzelt finden sich kritische Stimmen wie in der Chronik des Hieronymus. Im Zusammenhang mit dem arianischen Streit kam es außerdem bei Athanasios und einigen ihm folgenden Autoren zu einer partiell kritischen Beurteilung. Trotz einer überwiegend positiven Darstellung wurde Konstantins zuletzt eher proarianische Politik missbilligend vermerkt. Der im frühen 5. Jahrhundert tätige Kirchengeschichtsschreiber Philostorgios, ein „radikaler Arianer“, dessen Werk Spuren der Verarbeitung paganer Quellen zeigt, bietet eine von der vorherrschenden Sichtweise etwas abweichende Beurteilung des Kaisers.
Der zeitgenössische pagane Geschichtsschreiber Praxagoras lobte den Kaiser panegyrisch; er hat vermutlich auch Konstantins Beinamen „der Große“ eingeführt. Ansonsten fielen die Urteile der erhaltenen paganen Geschichtsschreiber überwiegend negativ aus. Konstantins Neffe Julian, der letzte pagane Kaiser (361–363), kritisierte ihn scharf und machte das Christentum für die blutigen Ereignisse des Jahres 337 verantwortlich. Libanios und Themistios beklagten hohe Steuern und damit verbunden eine angebliche Geldgier Konstantins, doch sind derartige Vorwürfe in der antiken Literatur gängige Topoi und nicht besonders aussagekräftig. Gegen die Religionspolitik Konstantins polemisierende pagane Autoren schoben ihm auf unterschiedliche Weise die Schuld an mancherlei negativen Ereignissen zu. In den diversen Breviarien (kurzgefassten Geschichtswerken) des 4. Jahrhunderts findet die Privilegierung des Christentums keine Erwähnung, allerdings erscheint hier Konstantin durchaus als tüchtiger Herrscher, der militärische Erfolge vorweisen konnte. Die Konstantin betreffenden Passagen im großen Geschichtswerk des Ammianus Marcellinus (Ende des 4. Jahrhunderts) sind nicht überliefert, doch in den erhaltenen Teilen finden sich Spuren einer antikonstantinischen Polemik. Besonders scharf attackierten die Geschichtsschreiber Eunapios von Sardes (um 400) und Zosimos (um 500) den Kaiser; für sie war er „geradezu der Totengräber des Reiches“. Zosimos hebt vor allem die Familienmorde von 326 hervor und erklärt damit – historisch falsch – die Hinwendung Konstantins zum Christentum. Für die Zeit vor 324 stellt er ihn als fähigen Herrscher dar, der nur mit göttlichem Beistand seine Erfolge feiern konnte und dessen schlechte Seiten noch nicht zutage traten. Zum christlichen Glauben habe er sich erst spät bekannt, anschließend sei er ein Tyrann geworden.

### Mittelalter

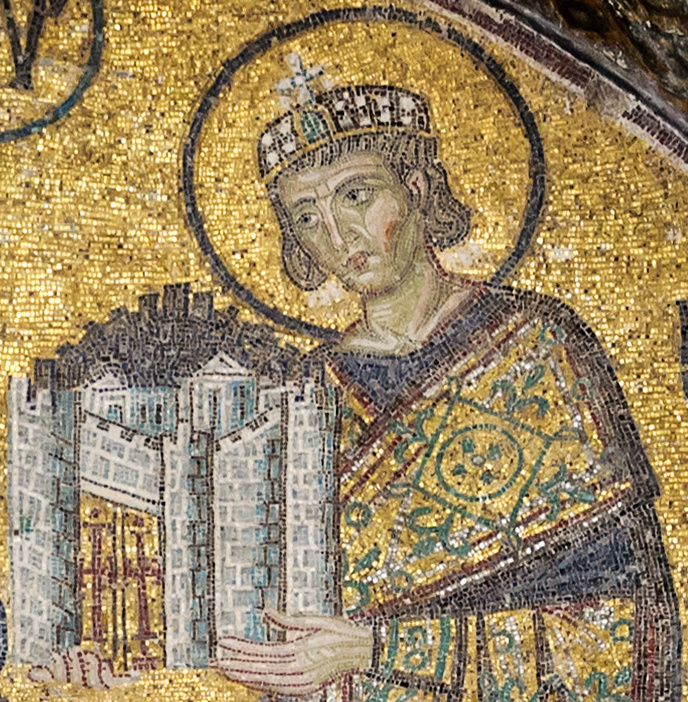
Konstantin der Große mit dem Stadtmodell Konstantinopels (Mosaik in der Hagia Sophia, um 1000)

Der dauerhafte Sieg des Christentums hatte zur Folge, dass das von den christlichen Autoren tradierte Bild des Kaisers bis heute vorherrscht. Im Byzantinischen Reich galt Konstantin als das Ideal eines frommen, gerechten und starken Herrschers und wurde als Gründer der Hauptstadt gewürdigt – er war „der Kaiser“ schlechthin. Nach ihm trugen zehn byzantinische Kaiser seinen Namen. Nicht zuletzt aus Legitimationsgründen nahm man auf ihn Bezug. Programmatisch war die Bezeichnung eines Kaisers als „neuer Konstantin“, was bereits für mehrere spätantike Kaiser belegt ist. In der griechischen Literatur wurde Konstantin intensiv behandelt und lobend hervorgehoben, wie auch seine wiederholte Erwähnung in der Bibliotheke des byzantinischen Gelehrten Photios I. im 9. Jahrhundert zeigt: so in hagiografischen Schriften, anonymen Viten oder in den diversen byzantinischen Weltchroniken, zum Beispiel bei Johannes Malalas, Theophanes und Johannes Zonaras.

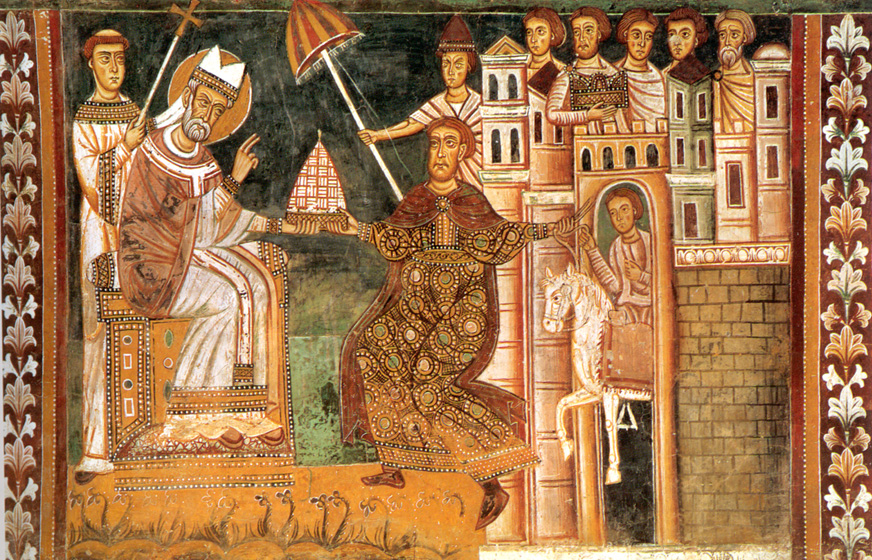
Darstellung der Konstantinischen Schenkung auf einem Fresko (13. Jahrhundert)

Wenngleich das idealisierte Herrscherbild im griechischen Osten präsenter war als im lateinischen Westen, wurde der Kaiser im Mittelalter auch dort überwiegend positiv betrachtet. Besonders von kirchlicher Seite wurde er im Hinblick auf die (gefälschte) konstantinische Schenkung als Idealherrscher stilisiert. Der Schenkung zufolge war Konstantin von Papst Silvester I. getauft worden und hatte diesem und damit der römischen Kirche zum Dank zahlreiche materielle und immaterielle Privilegien zugesprochen. Die Fälschung wurde im 8./9. Jahrhundert angefertigt. Sie wurde zwar schon 1001 von Kaiser Otto III. verworfen, blieb aber bis über das Ende des Mittelalters hinaus Bestandteil des Kirchenrechts, obwohl schon um 1440 Nikolaus von Kues und Lorenzo Valla die Fälschung nachgewiesen hatten.
Auch unter weltlichen Gesichtspunkten spielte Konstantin während des Mittelalters im Westen eine Rolle. Einige römisch-deutsche Kaiser beriefen sich auf ihn, beispielsweise in Erlassen. Die historischen Detailkenntnisse über ihn wurden allerdings zusehends verwischt.
Wegen der Tolerierung der paganen Kulte war Konstantin nach mittelalterlichen Maßstäben nicht in jeder Hinsicht vorbildlich. Dieser Umstand wurde ebenso wie die verschiedenen religiösen Auseinandersetzungen nicht herausgestellt. Die überwiegend von Geistlichen stammenden mittelalterlichen Geschichtsdarstellungen behandeln auch Konstantins intensive Einmischung in innerkirchliche Angelegenheiten und seine manchen fragwürdig erscheinende Abstammung zurückhaltend. So wurde ein einseitiges, unvollständiges Bild propagiert. Einige mittelalterliche Erzählungen sind auch stark legendär ausgeschmückt. In der lateinischen Literatur ist der Kaiser allgemein sehr präsent, etwa in verschiedenen Epen, Chroniken und Dichtungen; allerdings fehlen umfangreichere Epen über ihn. In der fiktiven Erzählung der Kaiserchronik wird er gar vom Papst selbst gekrönt, womit westlich-mittelalterliche Vorstellungen auf die spätantike Kaiserzeit projiziert werden. Im Spätmittelalter wurde das Bild des christlichen Idealkaisers Konstantin wieder etwas stärker rezipiert.

### Neuzeit

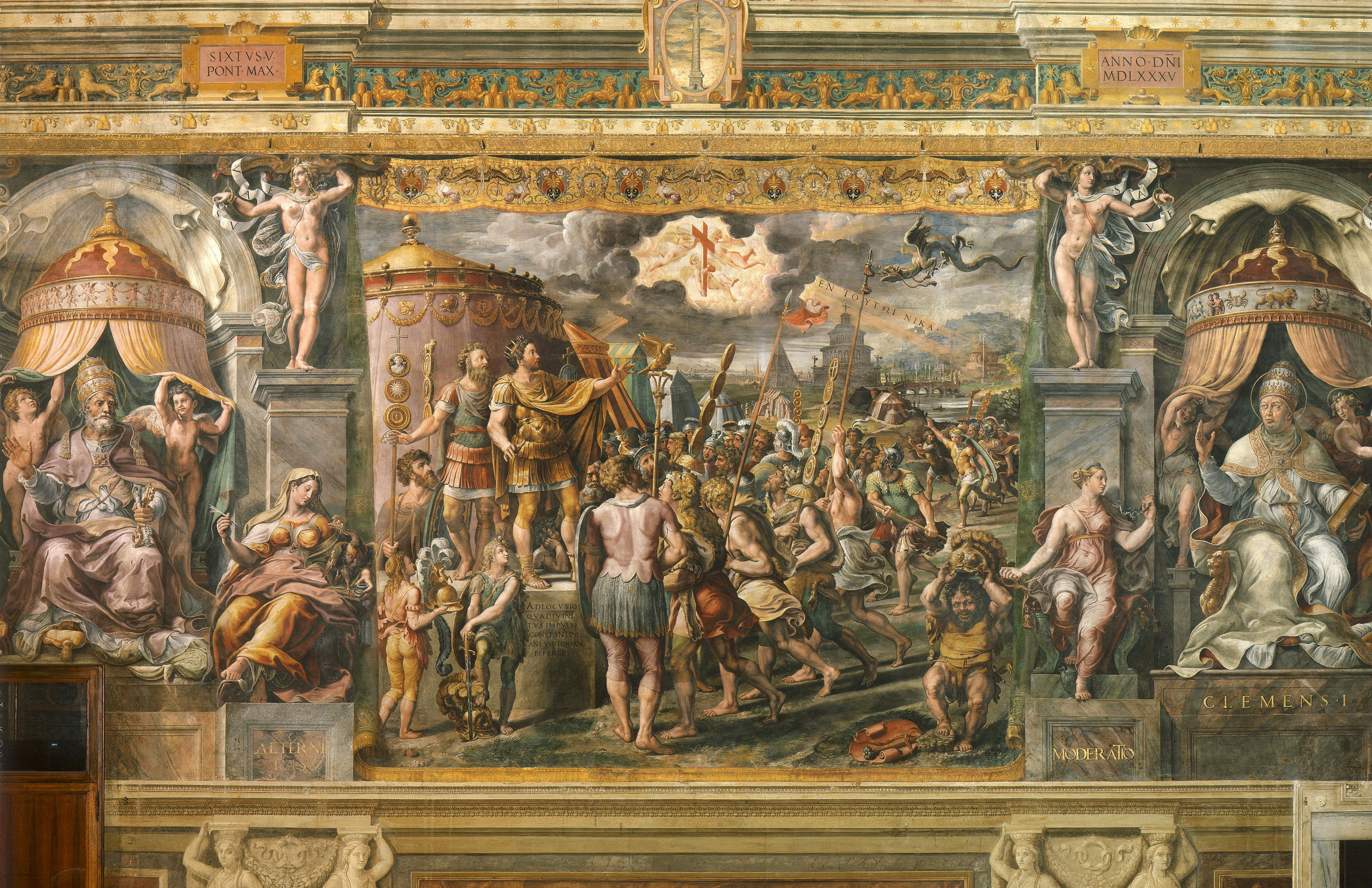
Raffael: Die Erscheinung des Kreuzes, Fresko im Saal des Konstantin in den Stanzen des Raffael, Rom

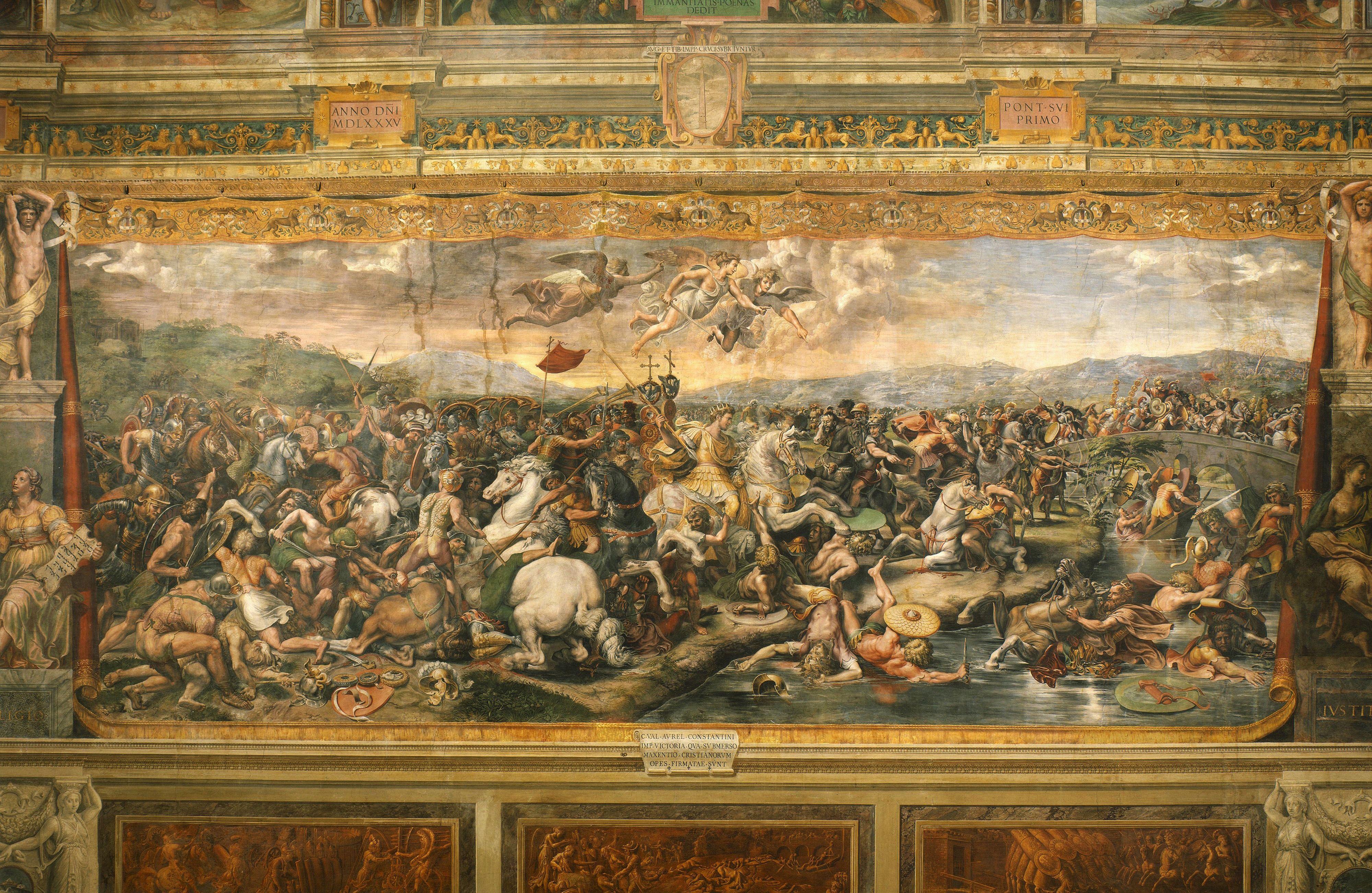
Raffael: Die Schlacht an der Milvischen Brücke, Fresko im Saal des Konstantin in den Stanzen des Raffael, Rom

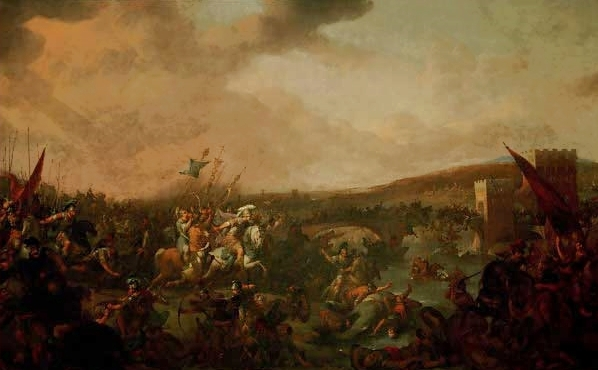
Johann Lingelbach: Gemälde der Schlacht an der Milvischen Brücke, um 1650

In der Neuzeit war Konstantin allgemein ein beliebtes Thema in Wissenschaft, Literatur und Kunst. Im Renaissance-Humanismus war das Konstantinbild recht negativ gefärbt, seiner neuen Politik wurde ahistorisch die Schuld für den Beginn des „finsteren Mittelalters“ gegeben. Doch auch spätere, stärker christlich beeinflusste Autoren gingen nicht immer freundlich mit dem Kaiser um. Das „Bündnis zwischen Staat und Kirche“ galt als unvorteilhaft im Sinne der Religion: Der Staat sei klerikalisiert, die Kirche politisiert worden. Dieser Vorwurf wurde etwa von evangelischen Theologen erhoben, beginnend bereits mit Gottfried Arnold Ende des 17. Jahrhunderts. Dennoch war die Rezeption Konstantins bis ins 18. Jahrhundert überwiegend positiv; dies verschob sich erst mit dem Beginn der Aufklärung. Auch im Diskurs des 19. und 20. Jahrhunderts spielte der Kaiser eine Rolle. Richard Wagner warf Konstantin die Instrumentalisierung der Religion für politische Zwecke vor; auch der Dichter Franz Grillparzer kritisierte ihn und die Christianisierung des Reiches, was für einen Skandal sorgte. Selbst in der katholischen Kirchengeschichtsschreibung war das Bild des Kaisers ambivalent. In neuester Zeit vertritt vor allem Karlheinz Deschner eine populär-kritische Sichtweise. In der Malerei wurden die Kreuzesvision und die Schlacht an der Milvischen Brücke wiederholt thematisiert, so unter anderem von Raffael oder Johann Lingelbach. Verfilmungen wurden nur selten versucht (so in Italien 1961: kommerziell und konzeptionell wenig erfolgreich).
In neuerer Zeit findet vor allem eine mediale Rezeption Konstantins statt, die aber weniger ausgeprägt ist als bei anderen berühmten römischen Kaisern wie etwa Augustus. Dies mag an einer kritischeren Grundhaltung liegen, denn Konstantin wird heute trotz der Würdigung seiner Leistungen gewöhnlich nicht als „Lichtgestalt“ gesehen und seine Schattenseiten im persönlichen Bereich finden mehr Beachtung. Eine Rolle spielt auch die stärker kirchenkritische Sichtweise in der Moderne, wobei auf Missstände in der Reichskirche hingewiesen wird. Dies mag im Einzelfall allerdings zu überzogenen Urteilen führen, die sich mit den Ergebnissen der historischen Forschung nicht decken. Einen Höhepunkt erreichte die Konstantin-Rezeption mit dem Jubiläumsjahr 2006/2007, in dem zwei große Ausstellungen (in Trier und in York) stattfanden. Dieses Ereignis wurde von zahlreichen Dokumentationen im Fernsehen (ARD, ZDF, Arte und 3Sat), Rundfunk sowie in populären Printmedien begleitet. Im Anschluss daran erschienen zahlreiche neue wissenschaftliche Darstellungen zum Leben und zur Religionspolitik des Kaisers (siehe unten).
In der Orthodoxen Kirche wird Konstantin als Heiliger verehrt. In der römisch-katholischen Kirche ist er zwar im Heiligenkalender aufgeführt, wird aber nur von den orientalischen unierten Kirchen verehrt. Die Gedenktage sind:
- evangelisch: 21. Mai im Evangelischen Namenkalender der EKD sowie im Kalender der LCMS
- orthodox: 21. Mai, außerdem 29. Januar (angebliche Erscheinung des Kreuzes am Himmel)
- armenisch: 21. Mai, gefeiert am 4. Dienstag nach Pfingsten
- koptisch: 24. März, außerdem 5. August (Antritt der Alleinherrschaft) und 4. Juni (Schreiben zur Schließung der Tempel und Öffnung der Kirchen)

## Beurteilung in der Forschung
In der historischen Forschung sind seit dem 19. Jahrhundert viele Punkte umstritten. Die Einschätzung Konstantins wird durch die Quellenlage erschwert: Oft sind die Berichte verworren und widersprüchlich und die Selbstinszenierung des Kaisers ist schwer zu durchschauen.

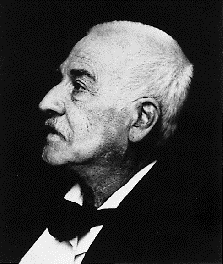
Jacob Burckhardt begründete die moderne Konstantinforschung.

Das Bild Konstantins in Edward Gibbons großem Werk Decline and Fall of the Roman Empire spiegelt die zwiespältige Beurteilung in den spätantiken Quellen. Konstantin erscheint als fähiger Militär und Politiker, der aber gemäß Gibbons These vom Verfall des Reichs durch die Christianisierung korrumpiert worden sei. Doch war Gibbons Charakterisierung in der Forschung nicht besonders wirkungsmächtig. Hinsichtlich Konstantins Hinwendung zum Christentum sprechen manche Forscher von einem machtpolitisch kalkulierten Akt oder schenken den christlich tradierten Berichten keinen bzw. wenig Glauben.
Am einflussreichsten war diesbezüglich der Schweizer Kulturhistoriker Jacob Burckhardt, dessen Ende 1852 erstmals erschienene Darstellung Die Zeit Constantins des Großen bis heute viel von ihrem Wert behalten hat, wenngleich einige Aspekte überholt sind, beispielsweise seine scharfe Trennung von Politik und Religion in der Spätantike. Burckhardts Konstantin ist ein „großer Mann“, aber auch ein rücksichtsloser und unreligiöser Egoist. Er habe die Bedeutung des Christentums erkannt und beschlossen, dies für seine Zwecke zu nutzen und das Reich zu einen. Otto Seeck zog die Visionserlebnisse nicht in Zweifel. Für ihn war Konstantin ein durchaus fähiger Kaiser, der aber zu leichtsinnig und zu sehr von Ratschlägen seiner Vertrauten abhängig gewesen sei. Den Übertritt zum Christentum erklärte er mit einer echten Überzeugung. An Burckhardts Urteil schloss Henri Grégoire an, der Konstantins Privilegierung des Christentums aus reinem Machtkalkül zu erklären versuchte. Für Grégoire (dessen Thesen kaum rezipiert wurden) war letztendlich Licinius im Osten der eigentliche Förderer des Christentums, von ihm sei auch die Mailänder Vereinbarung ausgegangen.
Jochen Bleicken beurteilt Konstantins Hinwendung zum Christentum differenzierter. Diese sei erst ab 315 erfolgt, nicht 312, wobei Bleicken strikt zwischen der „Wende“ in der Religionspolitik und der persönlichen Religiosität Konstantins trennt. Zwar glaubt er, dass sich Konstantin schließlich aus religiösen Gründen dem Christentum zuwandte, doch verwirft er die Berichte über das „Bekehrungserlebnis“ von 312. Vielmehr seien politische Gründe für Konstantins neue Religionspolitik nach dem Sieg über Maxentius ausschlaggebend gewesen, wobei Bleicken vor allem an die Auseinandersetzung mit Licinius denkt, in dessen Reichsteil die Christen stärker vertreten waren. Bleickens Interpretation wurde jedoch etwa von Klaus Bringmann angegriffen. Klaus Rosen wiederum sieht einen 312 beginnenden langsamen Entwicklungsprozess, der erst in den 320er Jahren abgeschlossen war, und führt anderslautende Aussagen bei Eusebios auf spätere Interpolationen zurück. Rosen hat 2013 auch eine recht umfangreiche Konstantin-Biographie vorgelegt, in der er an diese Deutung anknüpft.
Heinz Kraft hat 1955 in seiner Studie Kaiser Konstantins religiöse Entwicklung festgestellt, dass von einem Bekehrungserlebnis nicht die Rede sein könne, dass aber Konstantins christlicher Glaube nicht ernsthaft bestritten werden könne. Beginnend vor allem mit Norman Hepburn Baynes und Andreas Alföldi nehmen viele Forscher Konstantins religiöse Motivation ernst (etwa Joseph Vogt, Timothy D. Barnes, Bruno Bleckmann, Klaus Martin Girardet, Hartwin Brandt, Paul Veyne und Elisabeth Herrmann-Otto). Diese Meinung herrscht momentan vor, wobei allerdings Unterschiede in der Gewichtung von Einzelaspekten vorhanden sind. Während Barnes, der mehrere einflussreiche Arbeiten zur konstantinischen Zeit verfasst hat, von einer tiefen religiösen Überzeugung ausgeht, hält beispielsweise Brandt Konstantin für einen geschickten Taktiker, der zwar schon 312 Christ wurde, aber religionspolitisch vor allem pragmatisch und rational regierte. Girardet geht neuerdings sogar von einer Hinwendung im Jahr 311 aus. Einen neuen Weg geht Martin Wallraff, der einen „monotheistischen Sonnenkult“ annimmt und auf solare Elemente im spätantiken Christentum hinweist, was eine Position mit synkretistischen Aspekten ermöglicht habe.
Von Konstantins persönlicher Religiosität weitgehend unabhängig ist die Frage, ob Konstantin das Christentum machtpolitisch dazu genutzt habe, seine rechtlich anfechtbare Herrschaft (als Usurpator) sowie die Kriege gegen seine Mitkaiser und gegen äußere Gegner zu legitimieren. Konstantin glaubte, dass „sein“ Gott (zunächst Sol, dann Christus) ihm militärisch und politisch zur Seite stehe, und bemühte sich daher wohl zunehmend, den ihm helfenden Gott seinerseits zu unterstützen.
Wiederholt wurde in der Forschung festgestellt, wie ausgezeichnet sich der Kaiser auf Propaganda und Inszenierung verstand. Dennoch lassen sich Aspekte seiner schwer deutbaren historischen Persönlichkeit erkennen. Sein Charakter wird ebenso wie seine Politik sehr unterschiedlich bewertet: Vom rational handelnden bis hin zum eher impulsiv agierenden Herrscher sind verschiedene Bewertungen vorzufinden. Konstantins Militär- und Außenpolitik wird in der neueren Forschung ganz überwiegend gelobt, wenngleich die Germanisierung des Heeres zunahm. Die militärischen und administrativen Reformen Konstantins bewährten sich offenbar in der Folgezeit. Er war zweifellos einer der militärisch erfolgreichsten Kaiser und konnte auf die längste Regierungszeit seit Augustus zurückblicken. Zusammen mit Diokletian war er der Architekt des spätantiken römischen Staates, der noch einmal stabilisiert wurde.